# Seznam světských říšských knížat a knížectví
Tento článek představuje seznam světských knížecích rodů a knížectví Svaté říše římské.

## Úvod
Ve Svaté říši římské existovala říšská knížectví duchovní a světská. Těch světských bylo zpočátku výrazně méně, jejich výrazný početní nárůst se datuje až od 15. a 16. století. Po roce 1648 získala světská knížata nad duchovními početní převahu. Ne všechna knížectví ve Svaté říši ovšem měla charakter plnoprávného říšského knížectví. Od let 1489/95 se za určující znak říšského knížete považovalo právo jednat a zasedat na říšském sněmu.

## Titulatura říšských knížat
Následující seznam uvádí tituly, které byly uděleny výslovně konkrétním knížecím rodům. Vedle nich však existovaly obecné říšské výnosy, které se vztahovaly na určité skupiny knížat, a ty v seznamech zmíněny nejsou. Knížata se v raném středověku označovala jako urození (německy Wohlgeboren, latinsky venerabilis či illustris). Ve vrcholném středověku přijala knížata titul vysoce urození či vysokorodí (německy Hochgeboren, latinsky Ilustrissimus). V roce 1375 udělil císař Karel IV. predikát Jasnost (německy Durchlaucht, latinsky Serenissimus) světským kurfiřtům a těm z duchovních kurfiřtů, kteří byli knížecího původu. Ti všichni se mohli nazývat Durchlauchtig (Jasní), což bylo v roce 1452 rozšířeno na rakouské arcivévody, v souvislosti s uznáním Privilegia maius císařem Fridrichem III. Dne 14. května 1712 bylo oslovení Durchlaucht a titul Durchlauchtig přiznáno císařem Karlem VI. všem starým knížatům, tedy i těm, kteří ho dosud neměli udělen výslovně. Kurfiřtové (světští) a rakouští arcivévodové, aby se odlišili, dostali titul Durchlauchtigst (Nejjasnější). Dne 4. prosince 1746 udělil císař František I. titul Durchlaugtigst i všem vládnoucím starým knížatům, zatímco nová knížata s virilním hlasem na říšském sněmu mohla nově užívat titul Durchlauchtig-Hochgeboren (Jasně-vysokorodý) i oslovení Durchlaucht. Titul Durchlauchtig pak zůstal nevládnoucím členům staroknížecích rodů.

## Nejstarší a brzy zaniklá říšská knížectví
Mnohá říšská knížectví, pocházející z období vzniku říše (přinejmenším z 10. století) či zřízená v průběhu středověku, nepatřila v ústavním smyslu ke "starým knížectvím", protože jim nebyl po roce 1489 vyhrazen hlas v knížecí radě říšského sněmu. Důvody byly různé: faktický zánik takového knížectví, povýšení na kurfiřtství Zlatou bulou v roce 1356 nebo sloučení více knížectví v rukou jednoho říšského knížete, kterému pak byl po roce 1489 vytvořen hlas za jiné jeho knížectví. V seznamu nejsou zahrnuta knížectví, která se před rokem 1489 rozpadla na více jiných, dále ta, která pak samostatně získala hlas v knížecí radě (o těchto knížectvích viz následující seznam). Výjimkou je pouze Falc, povýšená r. 1356 na kurfiřtství, jejíž dílčí knížectví, přijatá v 16. století na říšský sněm se vesměs nacházela mimo území původní Rýnské Falce a jméno "falc" na ně bylo jen přeneseno.
V seznamu v kolonce název knížectví je v (závorce) uvedeno také jedno ze tří říšských království (Německé - N, Italské - I a Arelatské - A), jehož bylo dané knížectví součástí.
| Znak knížectví | Název knížectví                             | Rok povýšení na knížectví                               | Jméno dynastie/í | První kníže/ata | Datum zániku knížectví                | Datum vymření panujícího rodu/rodů                                | Poznámka |
| -------------- | ------------------------------------------- | ------------------------------------------------------- | --- | --- | ------------------------------------- | ----------------------------------------------------------------- | --- |
|                | Švábské vévodství (N)                       | Od vzniku říše                                          | 1. tři dosazovaní vévodové (909-926) 2. Konrádovci (926-949; 982–1012) 3. Otoni (973-982) 4. Babenbergové (1012–1038) 5. Ezzovci (1038–1057) 6. Štaufové (s přerušeními 1079–1268) 7. Habsburkové (1268–1308)                                                                | 1. Burchard I., markrabě v Raetii 2. Hermann I. Švábský 3. Liudolf Švábský 4. Arnošt I. Švábský 5. Ota II. Lotrinský 6. Fridrich I. Švábský 7. Rudolf II. Švábský                          | 1308                                  | 1. 1012 2. 1029 3. 1268 4. 1085 ? 5. 1268 6. 1740                 | |
|                | Saské vévodství (N)                         | Od vzniku říše                                          | 1. Ekbertovci (kol. 800 – před 912) 2. Liudolfovci (912-960) 3. Billungové (960–1106) 4. Supplinburští (1106–1137) 5. Este-Welfové (1137–1138; 1142–1180) 6. Askánci (1138–1142)                                                                                             | 1. Ekbert 2. Jindřich I. Ptáčník 3. Hermann Billung 4. Lothar ze Supplinburgu 5. Jindřich Hrdý 6. Albrecht "Medvěd"                                                                        | de facto 1180                         | 1. cca 950 ? 2. 1029 3. 1106 4. 1137 5. Ž 6. 1422                 | Sasko bylo kmenovým vévodství kmenového svazu Sasů na severozápadě Německa. Svaz Sasů se skládal z řady . germánských kmenů (např. Marsů, Cherusků, Angrivariů, Tubantů a jiných). Roku 531 se svazu podařilo podrobit si v bitvě na Unstrutě říši Durynků, která pak tvořila v rámci Saska autonomní oblast. Asi od 7. století si svaz Sasů začal volit vojvody (vévody) po dobu války, jejichž postavení se postupem času stávalo dědičným. Za vlády vojvody Widukinda, který snad pocházel z vestfálské dynastie Immedingů, došlo k porážce a podrobení Sasů Karlem Velikým. Po přechodné vládě Ekbertovců překvapivě právě z oslabeného a relativně zaostalého Saska vzešla dynastie Liudolfovců, která opětovně sjednotila Východofranskou říši a přetvořila jí v Německé království a Svatou říši římskou. Samo Saské vévodství se mimo okrajových oblastí: Durynska a tzv. Nordalbingie, skládalo ze tří hlavních celků: Vestfálska na záp., Angrie (Engern) uprostřed a Ostfálska (vlastního Saska) na vých. Sasko jako jedno z říšských vévodství fakticky zaniklo za sporů císaře Fridricha I. s vévodou Jindřichem Lvem. Již v době vévody Jindřicha Pyšného odebral císař Sasko rodu Welfů a svěřil pod vládu Albrechta Askánského, který se tu však neprosadil a Sasko se vrátilo Welfům v osobě Jindřicha Lva. Nové kolo štaufsko-welfských svárů vedlo r. 1180 ke konečnému odebrání Saska Welfům a k jeho rozdělení. Bernard III. Askánský se stal vévodou v Ostfálsku a Angrii, fakticky se ale prosadil jen v pohraničních markách Slovanů na levém břehu Labe: v Lauenbursku a Wittenbersku na něž se přenesl název Sasko. Vestfálsko připadlo i s vévodským titulem kolínskému arcibiskupovi, zatímco Welfové si směli ponechat rodové statky v Sasku, z nichž r. 1235 vzniklo Brunšvicko-Lüneburské vévodství. Na zaniklé vévodství upomínal titul kolínských arcibiskupů vévoda vestfálský a také titul vévoda saský, engernský a vestfálský, užívaný v rodě Askánců a po roce 1423 také Wettinů. Geografický pojem Sasko se událostmi let 1180 a 1423 přesunul do oblasti širšího Míšeňska. |
|                | Francké vévodství (N)                       | Od vzniku říše                                          | 1. Konrádovci (před 906-939) 2. Sálská dynastie (kol. 942/45) 3. Štaufové (1105 (1. zmínka) -1152) | 1. Konrád Starší 2. Konrád Rudý 3. Fridrich I. Švábský | de facto 1152                         | 1. 1012 2. 1125 3. 1268                                           | Titul obnoven r. 1168 pro würzburské biskupy, krátké pokusy obnovit vévodství v l. 1633-34 a 1676-83 |
|                | Veronské markrabství (N, od r. 962 I)       | 951                                                     | 1. Otoni (952-976) 2. Liutpoldovci (976-989) 3. Sálská dynastie (995–1011; 1035–1047) 4. Eppensteinští (1011–1035; 1077–1122) 5. Welfové (1047–1057) 6. Ezzovci (1057–1061) 7. Spanheimští (1122–1151) 8. Zähringenové (1151–1190)                                           | 1. Jindřich I. Bavorský 2. Jindřich III. Bavorský 3. Konrád I. Korutanský 4. Adalbero Korutanský 5. Welf III. 6. Konrád III. Korutanský 7. Jindřich IV. Korutanský 8. Heřman III. Bádenský | 1167                                  | 1. 1029 2. 1059 3. 1125 4. 1192 5. 1057 6. 1085 ? 7. 1279 8. 1191 | Markrabství bylo prakticky neustále v personální unii s jiným říšským knížectvím (Bavorskem, Korutanskem) |
|                | Tuscijské markrabství (N, od r. 962 I)      | cca 955                                                 | 1. Bosovci (931–1001) 2. Wigerichovci (1056–1069) 3. Spanheimští (1135–1136) 4. Este-Welfové (1152–1162) 5. Štaufové (1195–1197) | 1. Hugo Veliký 2. Gotfried III. Dolnolotrinský 3. Engelbert III. 4. Jindřich Hrdý 5. Filip Švábský                                                                                         | 1213                                  | 1. 1001 2. 1784 3. 1279 4. Ž 5. 1268                              | Markrabství v držení mnoha volených markrabat. |
|                | Dolnolotrinské vévodství (N)                | 959                                                     | 1. Matfriedovci (959-964) 2. Karlovci (977–1012) 3. Wigerichovci (1012–1076) 4. Sálští (1076–1088) 5. Boulogneská dynastie (1089–1100) 6. Limburg-Arlon (1101–1106) 7. Reginarovci (1106–1182)                                                                               | 1. Godfried I. Dolnolotrinský 2. Karel Dolnolotrinský 3. Godfried II. Dolnolotrinský 4. Konrád III. 5. Geoffroy V. z Boulogne 6. Jindřich I. Limburský 7. Geoffroy VI. z Lovaně            | 1190                                  | 1. Ž 2. 1006 3. 1784 4. 1125 5. 1125 6. 1616 7. 1171              | Titul "vévody dolnolotrinského", (Duc de Lothiér, v Horním (vlastním) Lotrinsku užíván titul Duc de Lorraine), přešel po zániku vévodství na vévody brabantské a byl užíván do roku 1548. |
|                | Spoletské vévodství (I)                     | 962                                                     | 1. dosazovaní vévodové (různé dynastie) (570/962-1043) 2. vláda tuscijských (toskánských) panovníků (viz Tuscijské markrabství) (1043–1198) | 1. Trasamund III. 2. Bonifác III. Toskánský | 1204 (přenecháno Papežskému státu)    | 1. (viz Tuscie)                                                   | Vévodství Spoleto bylo zřízeno roku 570 jako vévodství (ducatus) Langobardské říše. Prvním vévodou se stal Faroald. V roce 789 se vévodství, tak jako většina státu Langobardů stal součástí Franské říše. I zde si udrželo postavení správního vévodství s dosazovanými vévody. Prvním franským spoletským vévodou se stal Winiges. Ve franském období se prosadily i první vévodské dynastie: Suppovci (Supponidé) a Widovci (Widonidé). Po zhroucení franské moci ve střední Itálii se vévodství roku 898 osamostatnilo a prvním nezávislým vévodou se stal Alberich. Mezi vévody tohoto období převažovali osoby z řad Normanů, nepodařilo se ale vytvořit dynastii. S připojením Italského království císařem Otou I. se Spoleto stalo říšským knížectvím a vládli v něm nadále především Normané. Ve Spoletském vévodství se tradičně křížily zájmy římsko-německých císařů a papežů, částečně také císařů byzantských. V letech 1043–1198 bylo vévodství personálně spojeno s Tuscií (Toskánskem), v l. 1198–1205 byl vévodský stolec neobsazen. Normanům se nepodařilo začlenit Spoleto do Sicilského království a císař Ota IV. jej roku 1204 vydělil z říše a předal pod svrchovanost Papežského státu, přičemž jako papežské lenní vévodství Spoleto přetrvalo až do roku 1519. |
|                | Míšeňské markrabství (N)                    | 965                                                     | 1. různí markrabí (965-985) 2. Ekkehardovci (985–1009) 3. hrabata z Orlamünde (1046–1067) 4. Brunovci (1067–1076) 5. Přemyslovci (1076–1089) 6. Wettinové (1089–1123; 1129–1423/1918) 7. hrabata z Groitzsche (1123–1124) 8. Winzenburgové (hrabata z Formbachu) (1124–1129) | 1. Wigbert 2. Ekkehard I. 3. Ota I. Výmarský 4. Ekbert I. 5. Vratislav I. Český 6. Jindřich I. 7. Wiprecht II. z Groitzsche 8. Heřman II.                                                  | 1423 (spojeno se Saským kurfiřtstvím) | 1. 1046 2. 1112 3. 1090 4. 1306 5. 2012 6. 1124 7. 1152           | |
|                | Lužická marka/markrabství(N)                | 965                                                     | 1. různí markrabí 2. Billungové (1015–1032) 3. Wettinové (1032–1034; 1046–1075; 1185–1303) 4. Přemyslovci (1076–1081) 5. Ilburkové (1081–1123) 6. hrabata z Groitzsche (1123–1124; 1131–1135) 7. Askánci (1124–1131)                                                         | 1. Hodo I. z Nordthüringau 2. Thietmar (Dětmar) I. 3. Dietrich (Dětřich) I. 4. Vratislav I. Český 5. Jindřich II. 6. Wiprecht 7. Albrecht I. "Medvěd"                                      | 1367                                  | 1. 1106 2. 2012 3. 1306 4. Ž 5. 1135 6. 1328                      | - Šlo o území pozdější Dolní Lužice nikoli Lužice horní - Od roku 1303 přestala být Lužická marka samostatným říšským knížectvím a byla nadále spojena v personální unii s askánským Braniborskem (1303–1367; 1449–1462), lucemburskými Čechami (1367–1449; 1462–1635) a wettinským Saskem (1635–1815). - Až do 12. století si území nárokovali také polští panovníci, kteří neuznávali příslušnost marky k říši. - Již koncem 11. století se prosadil dědičný princip vlády namísto voleného, tehdy se také objevují první personální unie marky s okolními knížectvími |
|                | Korutanské vévodství (Karantánie) (N)       | 976                                                     | 1. Liutpoldovci (976-978; 983-989) 2. Sálská dynastie (978-983; 995–1011; 1035–1047) 3. Otoni (989-995) 4. Eppensteinští (1012–1035; 1073–1122) 5. Welfové (1047–1056) 6. Ezzovci (1056–1061) 7. Zähringenové (1061–1072)                                                    | 1. Jindřich III. Bavorský 2. Ota I. 3. Jindřich II. Bavorský 4. Adalbero 5. Welf III. 6. Konrád III. 7. Bertold I.                                                                         | 1335                                  | 1. 1059 2. 1125 3. 1029 4. 1192 5. 1057 6. 1085 ? 7. 1218         | |
|                | Vévodství Zähringen (N)                     | 1097                                                    | Zähringenové | Bertold I. Korutanský | 1218                                  | 1218 (hlavní linie rodu)                                          | |
|                | Durynské lankrabství (N)                    | 1131                                                    | 1. Ludowingové (1131–1247) 2. Wettinové (1247–1918) | 1. Ludvík I. 2. Jindřich "Osvícený" | 1440                                  | 1. 1247 2. Ž                                                      | Po roce 1440 přestalo lankrabství existovat jako samostatný útvar. Po Lipském dělení r. 1485 užívali titul lankraběte durynského všichni členové wettinského rodu z Albertinské i Ernestinské větve, přičemž majetek všech větví rodu se alespoň zčásti nacházel na území bývalého lankrabství. |
|                | Vévodství Meránie (N)                       | 1153                                                    | 1. Wittelsbachové (hrabata ze Scheyernu a z Dachau) (1153–1182) 2. Hrabata z Andechsu (1182–1248) | 1. Konrád I. Meránijský 2. Oldřich I. Istrijský 3. Bertold IV. z Andechsu | 1248                                  |                                                                   | Vévodství pojmenováno podle hlavního města: Merana |
|                | Lotrinské (Rýnské) falckrabství (N)         | 1156                                                    | 1. Štaufové (1156–1195) 2. Welfové (1195–1214) 3. Wittelsbachové (1214–1801) | 1. Konrád Štaufský 2. Jindřich V. 3. Ludvík "Kelhaimský" | 1356 (povýšení na kurfiřtství)        |                                                                   | |
|                | Braniborské markrabství (N)                 | 1157 (3. října)                                         | 1. Askánci (1157–1320) 2. Wittelsbachové (1323–1373) 3. Lucemburkové (1373–1415) 4. Hohenzollernové (30. dubna 1415–1918) | 1. Albrecht "Medvěd" 2. Ludvík V. "Branibořan" 3. Václav Český 4. Fridrich I. Hohenzollernský                                                                                              | 1356 (povýšení na kurfiřtství)        |                                                                   | S predikáty Durchlaucht od 18. července 1627 a Euer Liebden od 29. srpna 1636 |
|                | Brabantské vévodství (N)                    | 1182                                                    | 1. Lovaňská dynastie (1182–1404) 2. Valois-Bourgogne (1404–1477) 3. Habsburkové (1477–1549) | 1. Godfroy III. Lovaňský 2. Antonín Brabantský 3. Maxmilián I. | 1549                                  |                                                                   | Po roce 1404 bylo vévodství součástí Burgundského vévodství pod vládou rodů Valois a Habsburků, 4. listopadu 1549 pak tzv. Pragmatickou sankcí utvořilo pevný celek se zbytkem Nizozemí. |
|                | Vévodství Teck (N)                          | 1187                                                    | Zähringenové | Adalbert I. | 1439                                  | 1439                                                              | |
|                | Markrabství Namur (N)                       | 1188 (23. prosince)                                     | 1. Flanderská dynastie (1188–1216) 2. Courtenay (1216–1259) 3. Lucemburkové (1259–1265) 4. Dampierrové (1265–1429) | 1. Balduin V. Henegavský 2. Filip II. Namurský 3. Jindřich V. Lucemburský 4. Guido I. | 1549                                  |                                                                   | Po roce 1429 bylo markrabství součástí Burgundského vévodství pod vládou rodů Valois a Habsburků, 4. listopadu 1549 pak tzv. Pragmatickou sankcí utvořilo pevný celek se zbytkem Nizozemí. |
|                | Markrabství Landsberg (N)                   | 1265                                                    | 1. Wettinové (1265–1291; 1347–1806/1918) 2. Askánci (1291–1347) 3. Wittelsbachové (1328–1347) | 1. Albrecht II. "Nezdárný" 2. Ota IV. Braniborský 3. Ludvík V. Bavorský | 1347                                  | 1. 2012 2. 1328 3. 1777                                           | Markrabství (jako knížectví) netvořilo nikdy ve své historii samostatný útvar, pod vládou Wettinů sdílelo osud s Míšeňskem, za panování Askánců a Wittelsbachů s Braniborskem. Mezi Lipským dělením a Wittenberskou kapitulací (1485–1547) bylo součástí Saského kurfiřtství s centrem v Durynsku. |
|                | Vévodství Lucca (I)                         | 1327 (11. listopadu)                                    | Antelminelliové | Castruccio Castracani | 1328                                  | 1328                                                              | |
|                | Brunšvicko-göttingenské knížectví (N)       | 1345                                                    | Este-Welfové | Arnošt I. Brunšvický | 1462                                  | Ž                                                                 | |
|                | Knížectví Werle/Wenden                      | 1227 (vznik)/1348 (8. července, říšská bezprostřednost) | Niklotovci | Jan III. z Werle-Goldbergu; Mikuláš III. z Werle-Güstrowa; Bernard II. z Werle-Warenu (první říšská knížata)                                                                               | 1436                                  | 1436                                                              | Od roku 1426 užíval kníže titul "kníže z Wendie" (Fürst von Wenden) |
|                | Barské vévodství (N)                        | 1354 (13. března) (vévodství)                           | 1. Montfaucon-Montbéliard (1354–1431) 2. Anjouovci (1431–1508) 3. Lotrinsko-vaudémontská dynastie (1508–1542/1735) | 1. Robert I. z Baru 2. René I. z Anjou 3. René II. Lotrinský | 1766                                  |                                                                   | - Hrabě Robert I. z Baru nejprve získal r. 1353 od Karla IV. povýšení panství Pont-à-Mousson na markrabství a říšské knížectví, ovšem protože Barské hrabství bylo daleko větší a povýšení země římským králem neznalým místních poměrů budilo údiv, povýšil Karel IV. následující rok Barské hrabství na vévodství s právy říšského knížectví - Od roku 1508 bylo vévodství natrvalo spojeno s Vévodstvím lotrinským a spolu s ním také r. 1542 prohlášeno samostatným státem, nezávislým na říši i Francii |
|                | Lucemburské vévodství (N)                   | 1354 (13. března)                                       | 1. Lucemburkové (1354–1443) 2. Burgundští (1443–1477) 3. Habsburkové (1481–1794) | 1. Václav Lucemburský 2. Filip Dobrý 3. Maxmilián I. | 1549                                  |                                                                   | - Ovládnutí Lucemburska rodem Valois-Bourgogne (Burgundskými) nebylo nikdy potvrzeno římským panovníkem a došlo k němu v rozporu s říšským právem (tak jako v případě dalších zemí v Nizozemí) - 4. listopadu 1549 Lucembursko tzv. Pragmatickou sankcí utvořilo pevný celek se zbytkem Nizozemí. |
|                | Knížectví Cilli, Orttenburg a Sternberg (N) | 1436 (30. listopadu)                                    | Celjští (rod pánů ze Sannecku) (1436–1452) | Heřman II. Celjský | 1456                                  | 1456                                                              | Již 1. května 1430 získal rod titul okněžněných hrabat, císař Zikmund povýšil hrabata z Cilli (Celje) na knížata již koncem září 1435, ovšem s ohledem na Habsburky a císařova zetě Albrechta bylo povýšení zpočátku tajné. Po zveřejnění odmítli všichni Habsburkové knížecí titul svých dřívějších vazalů uznat a nakonec jej potvrdil až císař Fridrich III. 16. srpna 1443. Aby Fridrich neztratil tvář, učinil tak formálně jako "nové povýšení". |
|                | Okněžněné lankrabství Leiningen (N)         | 1452 (20. března)                                       | 1. Leiningenové 2. Leiningen-Westerburg (původně z rodu Runkel, stejně jako knížata z Wiedu) | 1. Heso z Leiningenu 2. Reinhard I. z Leiningenu-Westerburgu | 1467                                  | 1. 1467 2. 1956                                                   | Leiningenové byli jedním z hraběcích rodů pocházejících z širší dynastie Emichovců. Již během vrcholného středověku se rozdělili do několika větví a dělení se týkalo i jejich hrabství v Sársku a severním Lotrinsku (francouzské jméno rodu je Linange). Hrabě Heso, který ovládal část rodového dědictví a zemřel bez mužských potomků, byl císařem Fridrichem III. povýšen na okněžněného lankraběte a byl mu výslovně udělen status říšského knížete. Knížecí titul i status okněžněného lankrabství po Hesově smrti zanikl, ovšem dne 30. září 1475 císař Fridrich III. stará privilegia zčásti přenesl na Hesova pravnuka, hraběte Reinharda z Westerburgu, vnuka Hesovy dcery Markéty, provdané za hraběte Reinharda III. z Westerburgu. Císař umožnil Hesovu pravnukovi přijmout jméno Leiningen-Westerburg a povýšil jej na okněžněného hraběte (nikoli lankraběte), ovšem již bez výslovného povýšení mezi říšská knížata. V pozdním středověku bylo více hrabat povýšeno na hrabata okněžněná, aniž by se stali plnoprávnými říšskými knížaty (dále například hrabata z Nasavska r. 1366). Knížecí status Leiningenů tak zanikl již Hesovou smrtí v r. 1467. Jiné větve (původních) Leiningenů přežily, a jedna z nich byla r. 1779 povýšena do říšského knížecího stavu (viz níže) a po meči vyhasla až r. 1929. Leningenové z Westerburgu sice žili dále (až do r. 1956), ovšem titul okněžněného hraběte se v rodě přestal užívat již skonem Reinharda (v roce 1522), ačkoli hrabě Jan Ludvík, Reinhardův vnuk. ještě v roce 1610 žádal Rudolfa II. o obnovení starého privilegia. |

## Stará knížata
Ke "starým knížatům" patřila v zásadě ta, která dosáhla "místa a hlasu" v knížecí radě na říšském sněmu a tím i říšského stavovství v letech 1489–1582.
V seznamu v kolonce název knížectví je v (závorce) uvedeno také jedno ze tří říšských království (Německé - N, Italské - I a Arelatské - A), jehož bylo dané knížectví součástí.
| Znak knížectví | Název knížectví, jméno dynastie a první kníže | Rok povýšení na knížectví | Číslo r. 1521  | Číslo r. 1792 | Krajské stavovství                                                    | Datum vymření (posledního) rodu/zániku hlasu či knížectví | Poznámka |
| -------------- | --- | --- | -------------- | ------------- | --------------------------------------------------------------------- | --------------------------------------------------------- | --- |
|                | - Bavorské vévodství (N) - Agilofingové (6. stol. – 788) - Garibald (1. známý -vévoda) - Karlovci (788-907) - Karel Veliký - Luitpoldovci (907-947; 983-985) - Arnulf I. - Liudolfovci (948-982; 985–1004; 1009–1017) - Jindřich I. Bavorský - Hrabata z Lucemburku (1004–1009; 1017–1026) - Jindřich V. - Sálská dynastie (1026–1042; 1047–1049; 1053–1061) - Jindřich VI. - Ezzovci (1049–1053) - Konrád z Zütphenu - Northeimští (1061–1070) - Ota z Northeimu - Este-Welfové (1096–1139; 1156–1180) - Welf I. - Babenberkové (1139–1141; 1143–1156) - Leopold Bavorský - Štaufové (1141–1143) - Konrád III. - Wittelsbachové (1180–1806/1918) - Ota I. | - od vzniku říše (vévodství) - 1623 (25. února)(kurfiřtství) - 1628 (22. února) (dědičné kurfiřtství) - 1806 (1. ledna) (království) | 52             | 36            | Bavorský kraj                                                         | -/-                                                       | - Seznam vládců podrobně v článku Seznam bavorských panovníků - Do roku 1180 mělo Bavorsko charakter kmenového vévodství (Stammesherzogtum) a bylo formálně údělné. Po nástupu Wittelsbachů se stalo územním knížectvím dědičně ovládaným jednou dynastií. - Mezi lety 1255–1340 bylo Bavorsko rozděleno na Hornobavorské a Dolnobavorské vévodství, znovu byla země rozdělena roku 1349 na tři vévodství: Horní Bavorsko (v personální unii s Tyrolskem a Braniborskem), část země s centrem v Landshutu a část Bavorska kolem Straubingu (v personální unii s Hollandem, Zeelandem a Henegavskem). Větev Wittelsbachů v Horním Bavorsku vymřela již roku 1363 a její země se dostala pod vládu větve z Landshutu. Smrtí vévody Jana III. "Bezzemka" v r. 1393 vymřela také straubinská větev a Wittelsbachové ztratili svá hrabství v Nizozemí. Větev z Landshutu téhož roku znovu rozdělila sjednocené Bavorsko na tři úděly s centry v Mnichově, Ingolstadtu a Landshutu. Ingolstadtská pošlost rodu vymřela r. 1447 a její vévodství zdědila větev z Landshutu. Po jejím vymření v r. 1503 a krátké landshutské nástupnické válce, sjednotila mnichovská linie rodu natrvalo celou zemi pod svou vládou. |
|                | - Lotrinské vévodství (N) - Řada různých rodů a osob - Gebhart (1. vévoda) - Vaudémontská dynastie - René II. | od vzniku říše | 64             | -             | Hornorýnský kraj (ani jednou se neúčastnil krajského sněmu)           | Ž/1542                                                    | - Roku 1542 bylo (vlastní) Lotrinsko vyloučené z říše a zároveň prohlášeno za nezávislé na Francii. Lotrinští vévodové ovšem zůstali říšskými knížaty skrz držbu markrabství a říšského léna Pont-à-Mousson, říšskými lény zůstala i některá dříve k Lotrinsku připojená říšská hrabství a panství - S právem na královské pocty pro každého panujícího vévodu i jeho vyslance od 10. října 1700 - S predikátem königliche Hoheit vždy pro panujícího vévodu od 19. září 1703 Predikát byl ze strany císaře a říše udělen po Rijswijckém míru (1697) jako součást kompenzace za škody a opakovanou okupaci Lotrinska Francouzi ve válkách 17. století. |
|                | - Markrabství Pont-à-Mousson (N) - Montfaucon-Montbéliard - Robert I. z Baru - Anjouovci - René I. "Dobrý" - Vaudémontská dynastie - René II. Lotrinský | - 1353 (říšský kníže s titulem markrabě) - 1542 (říšský sněm – P.-à- M. nahradil Lotrinské vévodství) | 64             | -             | Hornorýnský kraj (ani jednou se neúčastnil krajského sněmu) 1542-1736 | Ž/1766                                                    | - Markrabství vzniklo povýšením jednoho z panství v hrabství Bar, z říše bylo de facto vyčleněno r. 1659, kdy se Pont-à-Mousson stal francouzským lénem následkem podpisu Pyrenejského míru. Přesto jeho panovník zasedal na sněmu až do r. 1735 - S právem na královské pocty pro každého panujícího vévodu i jeho vyslance od 10. října 1700 - S predikátem königliche Hoheit vždy pro panujícího vévodu od 19. září 1703 Predikát byl ze strany císaře a říše udělen po Rijswijckém míru (1697) jako součást kompenzace za škody a opakovanou okupaci Lotrinska Francouzi ve válkách 17. století. |
|                | - Sasko-výmarské vévodství (N) - Wettinové - Konrád I. Míšeňský (1. Wettin knížecího stavu) – Jan Vilém Sasko-Výmarský (1. sasko-výmarský vévoda) | - 1123 (říšský kníže jako markrabě míšeňský) - 1572 (oddělení) | 55             | 43            | Hornosaský kraj                                                       | Ž/-                                                       | S predikátem Durchlaucht vždy pro panujícího vévodu od 5. února 1713 |
|                | - Sasko-eisenašské vévodství (N) - Wettinové - Konrád I. Míšeňský (1. Wettin knížecího stavu) - Jan Kazimír (1. sasko-eisenašský vévoda) | - 1123 (říšský kníže jako markrabě míšeňský) - 1596-1638 (1. oddělení) - 1640-1644 (2. oddělení) - 1672-1741 (3. oddělení) | 55             | 43            | Hornosaský kraj                                                       | 1741/-                                                    | |
|                | - Sasko-coburské vévodství (N) - Wettinové - Konrád I. Míšeňský (1. Wettin knížecího stavu) - Jan Kazimír Sasko-Coburský (1. sasko-coburský vévoda) | - 1123 (říšský kníže jako markrabě míšeňský) - 1572 (oddělení) | 55             | 44            | Hornosaský kraj                                                       | 1633/-                                                    | Roku 1633 rozděleno mezi Sasko-Saalfeld a Sasko-Meiningen, o hlas se oba vévodové dělili |
|                | - Sasko-gothajské vévodství (N) - Wettinové - Konrád I. Míšeňský (1. Wettin knížecího stavu) - Ernst I. Sasko-Gothajský (1. sasko-gothajský vévoda) | - 1123 (říšský kníže jako markrabě míšeňský) - 1640 (oddělení) |                |               | Hornosaský kraj                                                       |                                                           | S predikátem Durchlaucht pro mužské členy rodu od 12. září 1692 |
|                | - Sasko-altenburské vévodství (N) - Wettinové - Konrád I. Míšeňský (1. Wettin knížecího stavu) - Jan Filip Sasko-Altenburský (1. sasko-altenburský vévoda) | - 1123 (říšský kníže jako markrabě míšeňský) - 1603 (oddělení) | 55             | 45            | Hornosaský kraj                                                       | 1672/-                                                    | |
|                | - Rakouské arcivévodství (N) - Babenberkové (1156–1246) - Jindřich II. Jasomirgott - Přemyslovci (1251–1276) - Přemysl Otakar II. - Habsburkové (1282–1780) - Rudolf I. Habsburský - Habsburk-Lotrinští (1780–1806/1918) - Josef II. | - 1156 (8. září) (vévodství) - 1530 (8. září) (arcivévodství) | 53             | 1             | Rakouský kraj                                                         |                                                           | - Rakouské markrabství bylo r. 1156 povýšeno na vévodství v náhradu za ztracené Bavorské vévodství, vrácené Fridrichem I. Welfům - Titul arcivévoda (Erzherzog) náležel na základě Privilegia maius od 4. ledna 1453 pouze hlavě vnitrorakouské linie Habsburků, s odůvodněním, že jen panovník z této větve vládne více než jednomu vévodství (konkrétně Štýrsku, Korutanům a říší nepotvrzenému, svévolně "povýšenému" Kraňsku). Od 19. srpna 1493 vládla tato arcivévodská linie také v Rakousích. Teprve Karel V. dne 8. září 1530 přenesl titul na zemi Rakousy jako takovou (Štýrsko a Korutany zůstaly vévodstvími). - Titul arcivévody byl od vydání v říši nepotvrzeného Domácího řádu Rudolfa IV. (Rudolfinische Hausordnung) z 18. listopadu 1364 neoficiálním titulem habsburských princů. Pevně jej právně zakotvilo Pactum Mutuae successionis z 12. září 1703, které jej také rozšířilo na ženské potomky. - Od vydání Pactum Mutuae successionis a Pragmatické sankce (19. dubna 1713) stanovena nedělitelnost všech habsburských zemí a doplňkové následnictví v ženské linii. - Dne 11. srpna zřízeno nedělitelné Rakouské císařství, zahrnující Rakouské arcivévodství i další země uvnitř i vně Svaté říše římské - Od 6. ledna 1453 s predikátem Serenissimus, od 14. dubna 1755 s predikátem königliche Hoheit pro mužské a Durchlauchtigste a Durchlaucht pro ženské členy rodu, od 11. srpna 1804 s predikátem kaiserliche und königliche Apostholische Majestät pro panujícího arcivévodu/císaře, s predikátem kaiserliche und königliche Hoheit pro všechny členy rakouské a toskánské linie rodu a königliche Hoheit pro členy modenské linie rodu. |
|                | - Štýrské vévodství (N) - Traungauerové (1180–1192) - Otakar IV. Štýrský (1. vévoda) - Babenberkové (1192–1246) - Leopold V. Babenberský - Wittelsbachové (1253–1254) - Jindřich XIII. Bavorský - Arpádovci (1254–1262, neformálně) - Béla IV. - Přemyslovci (1254/1262-1276) - Přemysl Otakar II. - Habsburkové (1282–1806/1918) - Rudolf I. Habsburský (1. Habsburk) – Karel II. Štýrský (1. vévoda ze samostatné linie přijatý na říšský sněm) | 1180 (18. září) (vévodství) | -              | ?/-           | Rakouský kraj                                                         | 1740/1619                                                 | Na sněmu do nástupu štýrské větve Habsburků na rakouský arcivévodský stolec a na císařský trůn v roce 1619. Hlas po té zanikl, ale roku 1803 znovuvytvořen pro císaře s č. 3 |
|                | - Tyrolské okněžněné hrabství (N) - Habsburkové - Zikmund "Bohatý" (1452/77, 1. samostatná linie) - Ferdinand II. Tyrolský (1567, 2. samostatná linie) - Leopold V. (1619, 2. samostatná linie) | - 1477 (8. prosince) (okněžněné hrabství) - 1567 (1. oddělení tyrolské linie) - 1619 (2. oddělení tyrolské linie) | -              | ?/-           | Rakouský kraj                                                         | 1665/1665                                                 | - Při povýšení Tyrolského hrabství na hrabství okněžněné byl jeho panovníkovi, titulárnímu rakouskému vévodovi Zikmundovi "Bohatému" udělen čestný titul arcivévoda. - Roku 1803 znovuvytvořen hlas pro císaře s č. 79 |
|                | - Falcko-lauternské knížectví (N) - Wittelsbachové - Jan Kazimír Falcko-Simmernský | - 1156 (Falc) - 1559 (oddělení) | -              | 52/38         | Hornorýnský kraj                                                      | 1592/1801                                                 | - Roku 1592 přešlo opět k Falcku-Simmernsku, hlas zůstal |
|                | - Falcko-simmernské vévodství (N) - Wittelsbachové - kurfiřt Fridrich III. Falcký | - 1156 (Falc) - 1559 (oddělení) | -              | 52/39         | Hornorýnský kraj                                                      | 1685/1801                                                 | - vévodové zároveň falckými kurfiřty - r. 1685 přešlo k Falcku-Neubursku |
|                | - Falcko-neuburské vévodství (N) - Wittelsbachové - Ottheinrich a Filip Falcko-Neuburští | - 1156 (Falc) - 1505 (oddělení) | 52             | 40            | Hornorýnský kraj                                                      | 1742/-                                                    | S predikátem Durchlaucht od 5. června 1627 |
|                | - Falcko-zweibrückenské vévodství (N) - Wittelsbachové - Ludvík I. "Černý" | - 1156 (Falc) - 1459 (oddělení) | 52             | 41            | Hornorýnský kraj                                                      | Ž/1801                                                    | |
|                | - Falcko-veldenzké knížectví (N) - Wittelsbachové - Ruprecht Falcko-Veldenzký | - 1156 (Falc) - 1543 (oddělení) | -              | 52/42         | Hornorýnský kraj                                                      | 1694/1801                                                 | Roku 1733 rozděleno i s hlasem mezi Kurfalc, Falc-Neuburg a Falc-Zweibrücken-Birkenfeld |
|                | - Sasko-lauenburské vévodství (N) - Askánci - Albrecht Medvěd (jako vévoda saský) - Bernard III. (jako vévoda saský) - Jan II. (1. vévoda sasko-lauenburský) | - 1138 (1. přenesení saského vévodského titulu na Askánce) - 1180 (2. a konečné přenesení saského vévodského titulu na Askánce) - 1296 (oddělení Saska-Lauenburska) | 62             | 67            | Dolnosaský kraj                                                       | 1689/-                                                    | - V letech 1305–1401 bylo vévodství rozděleno na panství rodových linií Ratzeburg a Bergedorf, bergedorfská větev roku 1401 vymřela a země byla opětovně sjednocena. - S predikátem Durchlaucht vždy pro panujícího vévodu od 9. června 1670, potvrzené 18. června 1689 |
|                | - Anhaltské knížectví (N) - Askánci - Jindřich I. Anhaltský | - 1218 (knížectví) - 1806 (8. dubna) (vévodství pro Anhaltsko-Bernbursko) | 70             | 73            | Hornosaský kraj                                                       | Ž/-                                                       | - Rozdělilo se na větve Anhaltsko-dessavskou (1396–1570; 1603–1918), Anhaltsko-köthenskou (1252–1847), Anhaltsko-bernburskou (1252–1468; 1603–1863), Anhaltsko-zerbstskou (1396–1570; 1603–1793), Anhaltsko-ascherslebenskou (1252–1315), Anhaltsko-dessavsko-wörlitzkou (1632–1643) a Anhaltsko-zerbstsko-dornburskou (1685–1742) - Jednotlivé linie rodu se o hlas na sněmu dělily - Dále vedlejší větve Anhaltsko-bernbursko-harzgerodeská (1635–1709), Anhaltsko-bernbursko-plötzkovská (1611–1665) a Anhaltsko-köthensko-warmsdorfská (1718–1728) které neměly plnou říšskou bezprostřednost a právo hlasu, větev Anhaltsko-bernbursko-hoymsko-schaumburská (1692–1812) měla díky Hrabství Schaumburg na řece Lahn podíl na kuriálním hlasu v Kolegiu Dolnorýnsko-vestfálských hrabat - S predikátem Durchlauchtig pro panovníky zerbstské linie od 14. prosince 1677 a predikátem Durchlaucht pro panovníky v linii köthenské od 18. června 1708, pro panovníky z linie bernburské od 20. července 1709 a pro vládce v linii dessavské od 12. července 1713 |
|                | - Lünebursko-cellské knížectví (N) - Este-Welfové - Ota I. "Dítě" (1. brunšvicko-lüneburský vévoda) - Jan I. Lüneburský (1. cellský kníže) | - 1235 (21. srpna) (Brunšvicko-Lüneburské vévodství) - 1269 (oddělení Lüneburgu a Celle) – viz pozn. | 59             | 50            | Dolnosaský kraj                                                       | 1705/-                                                    | - Jednotlivá brunšvická knížectví jsou dílčími lény Brunšvicko-lüneburského vévodství - Panovník měl pouze titul knížete, zároveň ale byl titulárním vévodou brunšvicko-lüneburským - Brunšvicko-lüneburské vévodství vzniklo jako zmenšené Saské vévodství, takto částečně navrácené potomkům "zrádce" Jindřicha Lva - S predikátem Durchlaucht vždy pro panujícího knížete/vévodu od 19. října 1667 |
|                | - Brunšvicko-calenberské knížectví (N) - Este-Welfové - Ota I. "Dítě" 1. brunšvicko-lüneburský vévoda) - Erich I. Calenberský (1. calenberský kníže ze starší linie) - Arnošt August Calenberský (1. calenberský kníže z mladší linie) | - 1235 (21. srpna) (Brunšvicko-Lüneburské vévodství) - 1495-1584 (1. oddělení Calenbergu) - 1679-1692 (2. oddělení Calenbergu) - 1692 (22. března) (knížectví se stává základem nového Hannoverského kurfiřtství)                                                                            | 59             | 51            | Dolnosaský kraj                                                       | Ž/-                                                       | - Jednotlivá brunšvická knížectví jsou dílčími lény Brunšvicko-lüneburského vévodství - Panovník měl pouze titul knížete, zároveň ale byl titulárním vévodou brunšvicko-lüneburským - Brunšvicko-lüneburské vévodství vzniklo jako zmenšené Saské vévodství, takto částečně navrácené potomkům "zrádce" Jindřicha Lva - Historiografie mluví i o prvním Callenberském knížectví v 15. století, to ale bylo vždy spojeno s jiným dílčím knížectvím - S predikátem Durchlaucht vždy pro panujícího knížete/vévodu od 19. října 1667 |
|                | - Brunšvicko-grubenhagenské knížectví (N) - Este-Welfové - Ota I. "Dítě" (1. brunšvicko-lüneburský vévoda) - Jindřich I. "Zázračný" (1. grubenhagenský kníže) | - 1235 (21. srpna) (Brunšvicko-Lüneburské vévodství) - 1291 (oddělení Grubenhagenu) | 59             | 52            | Dolnosaský kraj                                                       |                                                           | - Jednotlivá brunšvická knížectví jsou dílčími lény Brunšvicko-lüneburského vévodství - Panovník měl pouze titul knížete, zároveň ale byl titulárním vévodou brunšvicko-lüneburským - Brunšvicko-lüneburské vévodství vzniklo jako zmenšené Saské vévodství, takto částečně navrácené potomkům "zrádce" Jindřicha Lva - R. 1596 Grubenhagensko sjednoceno s Lüneburskem, hlas na sněmu zachován |
|                | - Brunšvicko-wolfenbüttelské knížectví (N) - Este-Welfové - Ota I. "Dítě" (1. brunšvicko-lüneburský vévoda) - Albrecht I. "Veliký" (1. brunšvický kníže z nejstarší linie) - Vilém I. (1. brunšvický kníže z prostřední linie) - August II. (1. brunšvický kníže z nejmlabší linie) | - 1235 (21. srpna) (Brunšvicko-Lüneburské vévodství) - 1269-1291 (1. oddělení Brunšviku a Wolfenbüttelu) - 1291-1634 (2. oddělení Brunšviku a Wolfenbüttelu) - 1635 (3. oddělení Brunšviku a Wolfenbüttelu)                                                                                  | 59             | 53            | Dolnosaský kraj                                                       | 1884/-                                                    | - Jednotlivá brunšvická knížectví jsou dílčími lény Brunšvicko-lüneburského vévodství - Panovník měl pouze titul knížete, zároveň ale byl titulárním vévodou brunšvicko-lüneburským - Brunšvicko-lüneburské vévodství vzniklo jako zmenšené Saské vévodství, takto částečně navrácené potomkům "zrádce" Jindřicha Lva - S predikátem Durchlaucht vždy pro panujícího knížete/vévodu od 19. října 1667 a od 6. června 1716 také pro panovníky blankenburské sekundogenitury (viz níže) |
|                | - Hesensko-kasselské lankrabství (N) - Hesenští - Jindřich I. Hesenský (1. lankrabě hesenský) - Vilém IV. "Moudrý" (1. lankrabě hesensko-kasselský) | - 1292 (11. května) (lankrabství) - 1567 (rozdělení Hesenska) - 1803 (kurfiřtství) | 65             | 59            | Hornorýnský kraj                                                      | Ž/-                                                       | S predikátem Durchlaucht vždy pro panujícího lankraběte od 25. srpna 1666 |
|                | - Hesensko-darmstadtské lankrabství (N) - Hesenští - Jindřich I. Hesenský – Jiří I. Hesensko-Darmstadtský | - 1292 (11. května) (lankrabství) - 1567 (rozdělení Hesenska) | 65             | 60            | Hornorýnský kraj                                                      | 1968/-                                                    | S predikátem Durchlaucht vždy pro panujícího lankraběte od 25. srpna 1666 a ad personam pro kardinála Fridricha Hesenského, biskupa vratislavského od 30. května 1676 |
|                | - Okněžněné hrabství Henneberg (N) - Hennebergové - Bertold VII. "Moudrý" - Wettinové (od r. 1583) | - 1310 (okněžněné hrabství) - 1566/70 (přijetí na říšský sněm) | 71             | 73            | Francký kraj                                                          |                                                           | Od roku 1662 henneberský hlas i země rozděleny mezi Albertiny a Ernestiny |
|                | - Vévodství Bouillon (na sněmu oficiálně jako "vévoda od Mázy") (N) - Hrabata z Marky (1496–1594) - Ludvík von der Mark - La Tour d'Auvergne (1594–1791) - Henri de La Tour d'Auvergne de Turenne | - asi pol. 13. stol., konečné potvrzení 1456 (knížectví) | 72             | -             | -                                                                     | 1678/1794                                                 | - Vévodové zasedali v 16. století ve zvláštní kurii "vlašských knížat", od roku 1659 byli kvůli francouzské nadvládě vyřazeni ze zasedání říšského sněmu - Bouillon byl před r. 1496 a znovu v l. 1522-52 v držení lutyšských biskupů a fakticky tedy v té době patřil k duchovním knížectvím - Od r. 1659 (pyrenejský mír) byla příslušnost Bouillonu k říši jen čistě formální, ve skutečnosti šlo o francouzské léno. - Za dědice Bouillonu byl po roce 1815 považován rod Rohanů |
|                | - Savojské vévodství (I) - Savojská dynastie - Amadeus V. Savojský (1. kníže) – Amadeus VIII. Savojský (1. vévoda) | - 1313 (11. června) (okněžněné hrabství) - 1416 (19. února) (vévodství) - 1713 (22. září) (král na Sicílii/Sardinii) | 73             | 70            | Hornorýnský kraj                                                      | Ž/1801                                                    | - V 16. století zasedalo ve zvláštní, pouze tříčlenné kurii "vlašských knížat", od roku 1667 se přestalo říšských sněmů účastnit - S právem na královské pocty pro každého panujícího vévodu i jeho vyslance od 8. února 1690 - S predikátem Altezza reale vždy pro panujícího vévodu od 20. března 1698 |
|                | - Oranžské knížectví (A)(oficiálně na sněmu jako "kníže z Chalons") - Oranžští (rod Les Baux) (1163–1393) - Guillaume III. Oranžský - Chalon (1393–1530) - Jean de Chalon - Nasavsko-Oranžští (1530–1702) - René Nasavský, pán z Châlons | 1163 (knížectví) | 74             | -             | Hornorýnský kraj                                                      | 1702/1713                                                 | - V 16. století zasedalo ve zvláštní, pouze tříčlenné kurii "vlašských knížat". - Roku 1713 se knížectví stalo součástí Francie a bylo vyňato ze svazku Svaté říše římské. Již po vymření posledního vládnoucího rodu v roce 1702 a během zmatků války o španělské dědictví se knížectví přestalo účastnit zasedání říšského sněmu, neboť nebyl určen oprávněný dědic a o knížectví se bojovalo. |
|                | - Jülišské vévodství (N) - Jülišští - Vilém I. z Jülichu-Haimbachu (1. markrabě i vévoda) - Hrabata z Marky - Jan III. Klévský | - 1336 (markrabství) - 1356 (vévodství) | 56             | -             | Dolnorýnsko-vestfálský kraj                                           | 1609/1609                                                 | Hlas na sněmu trvale suspendován, protože účastníci dědického sporu o Jülich a Kleve se nedokázali dohodnout, Jülich sám připadl falcko-neuburským Wittelsbachům |
|                | - Geldernské vévodství (N) - Wassenbergové (1339–1371) - Rainald II. Geldernský z Wassenbergu - Z Jülichu (1379–1423) - Vilém I. z Jülichu a Geldernu - Egmondové (1423–1473; 1477; 1492–1538) - Arnold z Egmontu (1423) - Adolf z Egmontu (1477) - Karel z Egmontu (1492) - Valois-Burgund (1473–1477) - Karel Burgundský "Smělý" - Habsburkové (1538–1543/1797) - Karel V. | 1339 | 68             | -             | Burgundský kraj                                                       | před 1679/1543                                            | Roku 1543 začleněno do Habsburského Nizozemí a ukončuje účast na říšském sněmu, r. 1648 ¾ připadají Generálním stavům (tzv. Gelderland), tzv. Horní Geldry zůstávají španělské, ale r. 1713 rozděleny mezi Rakousko a Prusko. |
|                | - Meklenbursko-zvěřínské vévodství (N) - Niklotovci - Albrecht II. a Jan I. (společně) - Jindřich V. "Smířlivý" | - 1348 (8. července) (vévodství) - 1503 (rozdělení Meklenburska) | 61             | 56            | Dolnosaský kraj                                                       | Ž/-                                                       | - Často zmiňované povýšení Pribislava na knížete z r. 1170 ve skutečnosti nebylo udělením říšského knížecího titulu - Meklenbursko často děleno již ve středověku, nelze vyjádřit v tabulce - S predikátem Durchlaucht vždy pro panujícího vévodu od 17. dubna 1680, obnoveno pro jinou větev rodu 24. července 1693 |
|                | - Meklenbursko-güstrowské vévodství (N) - Niklotovci - Albrecht II. a Jan I. (společně) - Albrecht VII. "Krásný" | - 1348 (8. července) (vévodství) - 1503 (oddělení) | 61             | 57            | Dolnosaský kraj                                                       | 1695/-                                                    | - Často zmiňované povýšení Pribislava na knížete z r. 1170 ve skutečnosti nebylo udělením říšského knížecího titulu - Meklenbursko často děleno již ve středověku, nelze vyjádřit v tabulce - Roku 1695 země opět připadla Meklenbursku-zvěřínsku - S predikátem Durchlaucht vždy pro panujícího vévodu od 18. září 1682 |
|                | - Knížectví Ratzeburg (N) - Niklotovci - Adolf Fridrich I. (1. dědičný vévoda) - Adolf Fridrich II. (1. vévoda ze střelické větve) | - 1348 (8. července) (říšský kníže jako vévoda meklenburský) - 1701 (8. března) (oddělení Střelicka a Ratzeburgu) | 48             | 78            | Dolnosaský kraj                                                       | 1918/-                                                    | Součást vévodství Meklenbursko-Zvěřínsko, od roku 1701 vévodství Meklenbursko-Střelicko. Původně sekularizované biskupství připojené roku 1648. Roku 1701 při dělení předáno střelické větvi rodu předáno kvůli hlasu na říšském sněmu, který k bývalému biskupskému knížectví vázal. |
|                | - Vévodství Přední Pomořany (oficiálně Pomořany-Bolehošť) (N) - Gryfí dynastie, po roce 1637/48 švédské královské rody - Bogislaw V. a příbuzní (1. vévodové Pomořan) - Filip I. (1. vévoda v Předních Pomořanech) - Vasovci - Kristina Švédská - Wittelsbachové (Falcko-zweibrückensko-kleefeldská větev, panující ve Švédsku) (1654–1720) - král Karel X. Gustav - Hesenští (švédský král) (1720–1751) - Frederik I. Švédský - Holštýnsko-Gottorpští (švédská královská větev) (1751–1806/1814) - Adolf I. Frederik Švédský | - 1348 (12. června) (vévodství) - 1541 (poslední rozdělení Pomořanska) | 60             | 55            | Hornosaský kraj                                                       | 1637/-                                                    | - Pomořany často děleny už ve středověku, v tabulce nezachytitelné - Často zmiňovaná povýšení Bogislawa I. na knížete r. 1170 a na vévodu r. 1181 ve skutečnosti nebylo udělením říšského knížecího titulu. - Přední Pomořany byly přiřknuty vestfálským mírem Švédsku |
|                | - Vévodství Zadní Pomořany (oficiálně Pomořany-Štětín) (N) - Gryfí dynastie (1348–1637) - Bogislaw V. a příbuzní (1. vévodové Pomořan) - Barnim IX. (1. vévoda v Předních Pomořanech) - Hohenzollernové braniborsko-pruští panovníci) (1648–1806/1918) - kurfiřt Fridrich Vilém I. | - 1348 (12. června) (vévodství) - 1541 (posl. rozdělení Pomořanska) | 60             | 56            | Hornosaský kraj                                                       | 1637/-                                                    | - Často zmiňovaná povýšení Bogislawa I. na knížete r. 1170 a na vévodu r. 1181 ve skutečnosti nebyla udělením říšského knížecího titulu (viz níže). - Zadní Pomořany byly přiřknuty vestfálským mírem Braniborsku, a to v souladu s dědickou dohodou z r. 1338, dle které měli Hohenzollernové zdědit v případě vymření Gryfitů celé Pomořany. Za odstoupení Předních Pomořan Švédsku následkem poměrů vzniklých třicetiletou válkou, získalo Braniborsko kompenzace jinde (např. Halberstadtsko, Mindensko aj.) |
|                | - Barské vévodství (N) - Montfaucon-Montbéliard - Robert I. z Baru - Anjouovci - René I. z Anjou - Dynastie Châtenois - René II. Lotrinský - po roce 1508 bylo vévodství natrvalo spojeno s Lotrinskem | - 1353 (Markrabství Pont-à-Mousson) - 1354 (13. března) (Vévodství Bar) | 72             | -             | ne                                                                    | 1737/Ž                                                    | Hrabě Robert I. z Baru nejprve získal od Karla IV. povýšení panství Pont-à-Mousson na markrabství a říšské knížectví, ovšem protože Barské hrabství bylo daleko větší a povýšení země od římského krále, neznalého místních poměrů, budilo údiv, povýšil Karel IV. následující rok Barské hrabství na vévodství s právy říšského knížectví |
|                | - Habsburské Nizozemí (oficiálně Burgundské vévodství) (N) - Španělští Habsburkové - Rakouští Habsburkové (1714–1780) - Habsburk-Lotrinští (1780–1794) | 1363 | 54             | 57            | Burgundský kraj                                                       | 1794/Ž                                                    | - Knížectví mělo svůj hlas mezi duchovními, nikoli světskými knížaty a zaujímalo druhé místo po Rakousích - Po vymření španělských Habsburků si císař Leopold I. z rakouské větve rodu přivlastnil "burgundský" hlas v roce 1702. |
|                | - Braniborsko-ansbašské markrabství (N) - Hohenzollernové (starší francká linie, 1363–1603) - Fridrich V. (1. kníže-purkrabí norimberský) – Fridrich VI./I. (1. markrabí ansbašský) - Hohenzollernové (mladší francká linie, 1603–1787) - Jáchym Arnošt Braniborsko-Ansbašský - Hohenzollernové (pruská královská linie) - Fridrich Vilém II. Pruský - Wittelsbachové - Maxmilián I. Josef Bavorský | - 1363 (17. března) ( Norimberské purkrabství) - 1398 (rozdělení země) - 1427 (název markrabství) | 58             | 46            | Francký kraj                                                          | 1603 a 1791/-                                             | - Po vymření franckých Hohenzollernů r. 1603 založena nová sekundogenitura z řad braniborské větve rodu. V roce 1791 připadlo markrabství s centrem v Ansbachu Prusku, r. 1805 Bavorsku - S predikátem Durchlaucht vždy pro panujícího markraběte od 15. července 1677 |
|                | - Braniborsko-bayreuthské markrabství (oficiálně Braniborsko-Kulmbašsko) (N) - Hohenzollernové (starší francká linie, 1363–1603) - Fridrich V. (1. kníže-purkrabí norimberský) – Jan III. (1. markrabí bayreutský). - Hohenzollernové (mladší francká linie, 1603–1787) - Kristián Braniborsko-Kulmbašský - Hohenzollernové (pruská královská linie) - Fridrich Vilém II. Pruský | - 1363 (17. března) (Norimberské purkrabství) - 1398 (rozdělení země) - 1427 (název markrabství) | 58             | 47            | Francký kraj                                                          | 1769/-                                                    | - Po vymření franckých Hohenzollernů r. 1603 založena nová sekundogenitura z řad braniborské větve rodu. V roce 1769 zdědila markrabství s centrem v Bayreuthu větev ze sousedního Ansbašského markrabství, čímž byla obě markrabství spojena pod jednu vládu. Roku 1791 připadlo markrabství Prusku, r. 1805 Francii - S predikátem Durchlaucht vždy pro panujícího markraběte od 30. října 1674 |
|                | - Bádensko-bádenské markrabství (N) - Zähringenové (příbuzenství bádenských vladařů s původními Zähringeny není jisté) - Rudolf VI. Bádenský - Bernard III. Bádensko-Bádenský | - 1365 (markrabství) - 1535 (rozdělení Bádenska) | 67             | 63            | Švábský kraj                                                          | 1771/-                                                    | - R. 1771 země i hlas připadli Bádensko-Durlašsku - S predikátem Durchlaucht od 11. dubna 1664 |
|                | - Bádensko-durlašské markrabství (N) - Zähringenové (příbuzenství bádenských vladařů s původními Zähringeny není jisté) - Rudolf VI. Bádenský - Arnošt Bádensko-Durlašský | - 1365 (markrabství) - 1535 (rozdělení Bádenska) - 1803 (15. března) (diplom 24. srpna) (kurfiřtství) | 67             | 64            | Švábský kraj                                                          | Ž/-                                                       | S predikátem Durchlaucht od 11. dubna 1664 |
|                | - Bádensko-hachberské markrabství (N) - Zähringenové (příbuzenství bádenských vladařů s původními Zähringeny není jisté) - Rudolf VI. Bádenský - Jakub III. Bádensko-Hachberský | - 1365 (markrabství) - 1584 (oddělení) | 67             | 65            | Švábský kraj                                                          | 1590/-                                                    | Původní markrabství Bádensko-hachberské zaniklo r. 1415. Markrabí Jakub III. pocházel z větve Báden-Durlach, po jeho smrti se markrabství vrátilo k Durlachu, hlas na sněmu ale již zůstal. |
|                | - Bádensko-rodemachernské markrabství (N) - Zähringenové (příbuzenství bádenských vladařů s původními Zähringeny není jisté) - Rudolf VI. Bádenský - Kryštof II. Bádensko-Rodemachernský | - 1365 (markrabství) - 1556 (oddělení) | 67             | -             | Švábský kraj                                                          | 1666/1666                                                 | - Markrabství se odštěpilo od Bádenska-Bádenska |
|                | - Vévodství Berg (N) - Jülišští - Vilém II. z Bergu - Hrabata z Marky - Jan III. "Smířlivý" - Wittelsbachové (postupně 1614 Falcko-Neuburští, 1742 Falcko-Sulzbašští a 1799 Falcko-Zweibrückenští) - Wolfgang Vilém Falcký - Karel Teodor Falcký - Maxmilián Josef Bavorský | 1380 (24. května) | 56             | -             | Dolnorýnsko-vestfálský kraj                                           | 1609/1609                                                 | Hlas na sněmu trvale suspendován, protože účastníci dědického sporu o Jülich a Kleve se nedokázali dohodnout, Berg sám připadl falcko-neuburským Wittelsbachům, r. 1805 Joachimu Muratovi |
|                | - Vévodství Kleve (N) - Hrabata z Marky - Adolf II. Klévský | 1417 (28. dubna) | 57             | -             | Dolnorýnsko-vestfálský kraj                                           | 1609/1609                                                 | Hlas na sněmu trvale suspendován, protože účastníci dědického sporu o Jülich a Kleve se nedokázali dohodnout, Kleve samo připadlo Braniborsku |
|                | - Okněžněné lankrabství Leuchtenberg (N) - Leuchtenbergové, - Leopold z Leuchtenbergu - Wittelsbachové (postupně 1646 Bavorsko-Leuchtenberští a 1650 bavorští kurfiřti) - Maxmilián Filip Leuchtenberský - Maxmilián II. Emanuel Bavorský, tzv. "Modrý kurfiřt" | 1450 | 69             | 72            | Bavorský kraj                                                         | 1646/-                                                    | Po vymření lankrabat přešlo na bavorské vévody, hlas na sněmu zachován |
|                | - Württemberské vévodství (N) - Württemberkové - Eberhard I. | - 1495 (31. července) (vévodství) - 1803 (15. března) | 66             | 61            | Švábský kraj                                                          |                                                           | S predikátem Durchlaucht vždy pro panujícího vévodu od 6. března 1664, obnoveno pro novou panující linii Württemberg-Winnental dne 20. prosince 1770 |
|                | - Okněžněné purkrabství Míšeň (N) - Plavenští - Jindřich IV. z Plavna - Po vymření domácí dynastie roku 1572 se purkrabství stalo součástí Saského kurfiřtství | 1548 (24. května) |                | -             | Hornosaský kraj                                                       | 1572/1572                                                 | - Jindřich IV. z Plavna usiloval při uvedení na sněm bezúspěšně o přiznání místa před anhaltským knížetem - S predikáty Hochgeboren, Unser und des Reichs Burggraf, Dein Lieb a Oheim |
|                | - Holštýnsko-glückstadtské vévodství (N) - Oldenburkové (dánští králové) - Kristián III. Dánský a Norský | - 1474 (14. dubna) (vévodství) - 1547 (plná říšská bezprostřednost) - 1548 (uvedení do rady říšských knížat) | 51             | 68            | Dolnosaský kraj                                                       | 1863/-                                                    | Královská část "nedělitelného" Šlesvicka-Holštýnska s centrem v Glückstadtu. Pouze holštýnská část podléhala říši. |
|                | - Holštýnsko-gottorpské vévodství (N) - Oldenburkové (Holštýnsko-Gottorpští) - Adolf Holštýnsko-Gottorpský | - 1474 (14. dubna) (vévodství) - 1544 (oddělení Gottorpu) - 1547 (plná říšská bezprostřednost) - 1548 (uvedení do rady říšských knížat) | 63             | 70            | Dolnosaský kraj                                                       | 1863/-                                                    | - Vévodská gottorpská část "nedělitelného" Šlesvicka-Holštýnska s centrem na schleswickém zámku Gottorp. Pouze holštýnská část podléhala říši. - Smlouvou z Carského Sela r. 1773 se carevna Kateřina II. jménem svého syna Pavla vzdala nároku na holštýnskou, potažmo i již ztracenou šlesvickou část vévodství, které připadlo dánskému králi při zachování hlasu na říšském sněmu. - Od 10. ledna 1647 s predikátem Durchlaucht pro celý rod, od 31. srpna 1724 s predikátem königliche Hoheit v primogenituře, uděleným jako říšské potvrzení švédského titulu z téhož roku, který vévoda Karel Fridrich získal výměnou za zřeknutí se nároku na švédský trůn. |
|                | - Holštýnsko-haderslebenské vévodství (N) - Oldenburkové - Hans Holštýnsko-Haderslebenský | - 1474 (14. dubna) (vévodství) - 1544 (oddělení Haderslebenu) - 1547 (plná říšská bezprostřednost) - 1548 (uvedení do rady říšských knížat) |                | -             | Dolnosaský kraj                                                       |                                                           | Vévodská haderslebenská část "nedělitelného" Šlesvicka-Holštýnska s centrem ve šlesvickém Haderslevu (něm. Hadersleben, dnes Dánsko). Pouze holštýnská část podléhala říši. |
|                | - Okněžněné hrabství Montbéliard (něm. Mömpelgard) (A) - Württemberkové - Fridrich I. Württemberský (1. hrabě na říšském sněmu) – Ludwig Friedrich Württembersko-Montbéliardský (1. panovník druhé, obnovené montbéliardské linie) | - 1559 (přijetí na říšský sněm do kurie knížat s titulem hrabství, přijetí pouze dočasné) - 1597 (26. května) (povýšení hrabství na okněžněné hrabství, císařské dobrozdání a definitivní vytvoření místa a hlasu na říšském sněmu v kurii knížat)                                           | 89             | 80            | ne                                                                    | 1723/1801                                                 | - První hrabě Fridrich I. zdědil r. 1593 württemberský trůn, nové osamostatnění Montbéliardu r. 1617, pro chybějící legitimní potomky připadl Montbéliard r. 1723 opět Württembersku při zachování hlasu na sněmu. - S predikátem Durchlaucht pro panujícího vévodu/knížete od 30. října 1703 |
|                | - Vévodství Arenberg (N) - Arenbergové - Charles de Ligne-Arenberg | - 1576 (5. března) (okněžněné hrabství a knížecí titul pro celý rod) - 1576 (11. října) (císařské dobrozdání a vytvoření místa na říšském sněmu) - 1582 (faktické uvedení na říšský sněm do kurie knížat) - 1644 (9. června) (vévodský titul pro celý rod a povýšení Arenbergu na vévodství) | 90             | 81            | Kurrýnský kraj (1577–1801)                                            |                                                           | - Z důvodu nezletilosti prvního knížete a dlouhé přestávce mezi zasedáním říšského sněmu uplynulo mezi přizváním a uvedením na sněm šest let. - Rok 1582, kdy byli Arenbergové fakticky uvedeni mezi říšská knížata byl od let 1653-56 považován za hraniční rok mezi "starými" a "novými" říšskými knížaty. |
|                | - Markrabství Nomény (personalista) (N) - Lotrinští - František Štěpán Lotrinský - Habsburkové-Lotrinští - Josef II. | - 1567 (9. června) (povýšení na markrabství bez práv říšského knížectví) - 1736 (přijetí na říšský sněm jako hlas personalisty) | 88 (roku 1736) | 79            | Hornorýnský kraj (1736-1766)                                          | 1803                                                      | - Zvláštní případ: Markrabství Nomény nebylo nikdy říšským knížectvím a bylo v l. 1567–1766 součástí Lotrinského vévodství a následně Francie. Po vyčlenění Lotrinska z říše v roce 1736 představovalo "markrabství" ve formě prázdného hlasu pokračování hlasu Lotrinska na říšském sněmu. - V roce 1803 byl hlas nahrazen hlasem za "Basilejské knížectví" (opět jako personalista) |

## Nová knížata
V případě nových knížat nebyly vždy jejich říšské statky povýšeny na knížectví nebo okněžněné hrabství. V případě nových knížat z řad starých říšských hrabat (Hohenzollernů, Nasavských, Cirksenů, Fürstenbergů aj.) byly tyto državy běžně označovány za knížectví i v dobové literatuře. Protože se však z říšského právního hlediska o knížectví nejednalo, dodržuje následující seznam termíny dobové státoprávní reality.

### Nová knížata
| Znak knížectví či říšského léna (u personalistů rodový erb) | Datum uvedení do rady říšských knížat a číslo hlasu                                         | Název knížectví či léna (v závorce případný zánik před r. 1806)                                                                                 | Jméno knížecího rodu a jméno prvního knížete v knížecí radě | Datum povýšení do knížecího stavu (v závorce jméno prvního knížete a typ udělení titulu) | Krajské stavovství | Vymření rodu či vyhasnutí knížecího titulu | poznámka |
| ----------------------------------------------------------- | ------------------------------------------------------------------------------------------- | --- | --- | --- | --- | --- | --- |
|                                                             | - 1653 (30. června) - 91                                                                    | Okněžněné hrabství Hohenzollern (povýšení, resp. okněžnění 23. března 1623)                                                                     | - Hohenzollern-Hechingen - Eitel Friedrich II. Hohenzollernsko-Hechingenský | - 28. března 1623 - hrabě Johann Georg von Hohenzollern-Sigmaringen - (primogenitura, 9. července 1692 rozšířeno na veškeré potomky, zaniklo vymřením 1750, znovu uděleno 30. prosince 1800 pro veškeré potomky dědičného hraběte Friedricha) | Švábský kraj Okněžněné hrabství Hohenzollern (1500–1806, od r.. 1623 okněžněno a v kurii knížat, předtím hrabství v kurii hrabat a pánů) | 1869 | S predikáty Hochgeboren, Unser Oheim a von Gottes Gnaden (1623), od 9. července 1692 s predikátem Durchlaucht |
|                                                             | 1653 (5. dubna)                                                                             | Okněžněné hrabství Gradiška (†1717) (povýšení, resp. okněžnění hrabství a císařské dobrozdání pro říšský a krajský sněm dne 16. února 1647)     | - Eggenbergové - kněžna-vdova Anna Marie z Eggenbergu, vévodkyně krumlovská, rozená markraběnka braniborsko-bayreuthská (poručnice dvou nezletilých synů)                                 | - 25. února 1623 - svobodný pán Jan Oldřich z Eggenbergu - Pro veškeré potomky | Rakouský kraj Okněžněné hrabství Gradiška (1647–1717, jednotná kurie krajských stavů) | 1717 | - S povolením užívat titul "okněžněný hrabě z Gradišky" od 16. února 1647 - S predikáty Illustrissimus, Euer Liebden a fürstliche Gnaden |
|                                                             | - 1653 (30. června) (vytvoření místa a přijetí) - 1654 (12. října) (oficiální uvedení) - 93 | Okněžněné hrabství Sternstein (povýšení panství Neustadt na okněžněné hrabství 23. srpna 1641)                                                  | - Lobkovicové - Václav Eusebius z Lobkovic, vévoda zaháňský | - 17. října 1623 (císařské rozhodnutí), resp. 17. srpna 1624 (veřejné prohlášení a vydání diplomu) - Zdeněk Vojtěch z Lobkovic - Pro veškeré potomky | Bavorský kraj Okněžněné hrabství Sternstein (1742–1806, kurie světských stavů) | Ž | - Říšský knížecí stav potvrzen 15. října 1672 - S predikátem Lieber Oheim, od 5. září 1663 také s predikáty Hochgeboren a Euer Liebden, od 7. února 1726 i s predikátem fürstliche Gnaden |
|                                                             | - 1654 (10. března) - 94                                                                    | Okněžněné hrabství Horní Salm (okněžnění hrabství současně s udělením knížecího titulu roku 1623)                                               | - Salmové - Leopold Filip na Salmu, pán z Anholtu (1623, 1. udělení) - Mikuláš Leopold Salm-Salm (1739, přenesení) - Jan Dominik Salm-Kyrburg (1742 rozdělení hlasu na dvě knížecí větve) | - 8. ledna 1623 (větev Salm) - "Pustinný a porýnský hrabě" Filip Otto na Salmu - Pro prvního knížete, jeho prvorozeného syna a synovy veškeré potomky - 14. ledna 1739 (větev Salm-Salm) - Pro veškeré potomky - "Pustinný a porýnský hrabě" Mikuláš Leopold ze Salm-Hoogstraeten (původně jako kníže Salm, od 16. října 1743 pod jménem Salm-Salm) - 21. února 1742 (větev Salm-Kyrburg) - Pro Jana Dominika, Filipa a veškeré Filipovy potomky (viz níže) - "Pustinný a porýnský hrabě" Jan Dominik Salm-Leuze (bezdětný) a bratr Filip | - Hornorýnský kraj Okněžněné hrabství Horní Salm (1500–1801, od r. 1623 lavice knížat, předtím hrabat, postupně v držbě větví Salm a Salm-Salm); Hrabství Kyrburg (1500–1801, lavice hrabat a pánů, v držbě větve Salm-Kyrburg); Hrabství Dhaun (1748–1801, lavice hrabat a pánů, v kraji již od r. 1500, od r. 1748 v majetku knížecích linií ½ Salm-Salm a ½ Salm-Kyrburg) - Dolnorýnsko-vestfálský kraj Panství Anholt (1645–1806, kurie hrabat a pánů, v kraji již od r. 1500, od r. 1645 v držení Salmů, postupně linie Salm a Salm-Salm) | - 1739 (Salm) - Ž (S.-S.) - 1909 (S.-K.) | - Na základě dekretu z 22. března 1623 si první kníže mohl vybrat, na které jeho panství se bude vázat knížecí titul. Vybral si Hornosalmské hrabství - Po vymření rodu Salm po meči roku 1738 knížecí titul i virilní hlas v knížecí radě nejprve přenesen na dědice z větve Salm-Hoogstraeten (nadále Salm-Salm) a krátce na to došlo k povýšení větve Salm-Leuze (nadále Salm-Kyrburg) do knížecího stavu a virilní hlas byl mezi obě knížata rozdělen - Větev Salm-Kyrburg získala 12. ledna 1763 doplňkový říšský knížecí titul "kníže z Hornes a Overisque". - S predikátem fürstliche Gnaden, od 25. listopadu 1697 s predikátem Durchlaucht (pro větev Salm) |
|                                                             | - 1654 (10. března)/1686 (4. října) - 95                                                    | Personalista, od r. 1686 Panství Tarasp (29. prosince 1685 císařem postoupeno Ditrichštejnům jako svobodný majetek)                             | - Ditrichštejnové - Maxmilián z Ditrichštejna (1654, personalista) - Ferdinand z Ditrichštejna (1686)                                                                                     | - 26. března 1624/24. března 1631 - František, kardinál z Ditrichštejna (od 1631 hrabě Maxmilián z Ditrichštejna) - Ad personam s právem adopce v následné primogenituře (1624) a primogenitura (1631) | Rakouský kraj: Panství Tarasp (1685–1806, jednotná kurie krajských stavů) | 1864 | - Titul rozšířen 24. března 1631 na kardinálova synovce Maxmiliána ještě za kardinálova života, s čímž původní privilegium adopce ještě nepočítalo - Se zákazem duchovního povolání pro prvorozence pod hrozbou ztráty knížecího titulu - Titul vázán na držbu mikulovského majorátu - S predikátem Lieber Oheim (1624) predikáty Hochgeboren a Lieber Oheim (1631) |
|                                                             | 1654 (10. března)                                                                           | Personalista (†1656) | - Piccolominiové - Don Ottavio Piccolomini d'Aragona, vévoda z Amalfi | - 3. října 1650 - hrabě Don Ottavio Piccolomini d'Aragona, vévoda z Amalfi - Primogenitura | ne | 1757 | - Od 29. června 1653 s právem přenést titul na synovce Aeneáše Sylvia, syna Ottaviova bratra Francesca (stalo se dne 17. července 1656) - 16. května 1689 knížecí titul přenesen na Aeneášova bratra Vavřince s právem v případě vymření nové hlavní linie rodu po meči odkázat titul mužským potomkům Vavřincovy sestry Oktávie Benigny, provdané markýzi z Guadagni a v další dědické posloupnosti měla Oktávie určit dědice v rámci rodu Piccolomini-Arragona - S predikáty Unser lieber Oheim a Dero Liebden |
|                                                             | - 1654 (26. února) - 96                                                                     | Společně Nasavsko-hadamarské hrabství a Nasavsko-siegenské hrabství                                                                             | - Nasavští (Otova linie) - Mořic Jindřich Nasavsko-Hadamarský - Jan František Desiderát Nasavsko-Siegenský - Jan Mořic Nasavsko-Siegenský                                                 | - 8. října 1650 - hrabě Jan Ludvík Nasavsko-Hadamarský - 25. listopadu 1652 - hrabě Jan František Desiderát Nasavsko-Siegenský (Primogenitura) a jeho strýc Jan Mořic, bývalý generální guvernér Nizozemské Brazílie (6. května 1664 rozšířeno na členy rodu reformovaného vyznání: strýce prvního knížete Jana Mořice: Jiřího Fridricha a bratrance Viléma Mořice) - Všechny knížecí tituly vždy pro veškeré potomky, není-li výslovně uvedeno jinak                                                                                     | Hornorýnský kraj | - 1711 (Nasavsko-Hadamar) - 1743 (Nasavsko-Siegen) - Nasavsko-Hadamar po vymření místní větve rodu rozděleno mezi ostatní větve Otovy linie, r. 1742 připadlo celé katolické větvi Nasavsko-Siegen, již r. 1743 připadly obě hrabství větvi Dietz. | O hlas se původně dělily dvě katolické větve Nasavského rodu (siegenská větev se ovšem zpočátku ještě sama dělila na katolickou a reformovanou, přičemž reformovaná vyhasla r. 1734 a siegenská polovina hlasu tak náležela ke Corpusu Catholicorum). Dědictvím postupně získala obě poloviny větev Dietz reformovaného vyznání, která od r. 1747 držela dědičný místodržitelský trůn Spojených provincií |
|                                                             | - 1654 (26. února) - 96                                                                     | Společně Nasavsko-dillenburské hrabství a Hrabství Nasavsko-Dietz                                                                               | - Nasavští (Otova linie) - Ludvík Jindřich Nasavsko-Dillenburský - Vilém Fridrich Nasavsko-Dietzský                                                                                       | - 25. listopadu 1652 - hrabě Ludvík Jindřich Nasavsko-Dillenburský - 25. listopadu 1652 - hrabě Vilém Fridrich Nasavsko-Dietzský | Hornorýnský kraj: | - 1739 (Nasavsko-Dillenburg) - Po vymření připadla druhá polovina hlasu na linii Dietz | - O hlas se původně dělily dvě větve Nasavského rodu reformovaného vyznání. Jejich hlas tak náležel ke Corpusu Evangelicorum, r. 1739 hrabství i hlas soustředila v rukou jen linie Dietz, která od r. 1702 držela dědičný místodržitelský trůn Spojených provincií - S predikátem Durchlauchtig-Hochgeboren pro linii Dietz od 3. července 1750 |
|                                                             | - 1654 (10. března)/1664 - 97                                                               | Personalista, od r. 1664 Okněžněné hrabství Thengen (povýšení panství na okněžněné hrabství 14. března 1664)                                    | - Auerspergové - Jan Weikhard z Auerspergu | - 17. září 1653 - hrabě Jan Weikhard z Auerspergu - Primogenitura, od 21. prosince 1791 pro veškeré potomky | Švábský kraj Okněžněné hrabství Thengen (1665–1806, kurie knížat) | Ž | - S právem adopce v případě vymření potomků po meči - S predikáty Hochgeboren a Lieber Oheim pro hlavu rodu (1653) a Hochgeboren pro celý rod (1791) |
|                                                             | 1664 (17. dubna)                                                                            | Personalista (†1665) | - Porciové - Johann Ferdinand von Porcia und Brugnera | - 17. února 1662 - hrabě Johann Ferdinand von Porcia und Brugnera - Primogenitura | ne | 1698 | - Po vymření knížecí titul obnoven pro příbuznou linii (viz níže) - Téhož dne intimace (potvrzení) knížecího titulu v habsburských dědičných zemích - S predikáty Hochgeboren a Lieber Oheim |
|                                                             | - 1667 (15. září) - 98                                                                      | Východofríské hrabství (†1744/-) | - Cirksenové (od r. 1744 Hohenzollernové) - Christian Eberhard von Ostfriesland (1667) - král Fridrich II. Pruský (1744)                                                                  | - 22. dubna 1654 (1. udělení) - hrabě Enno Ludwig Cirksena - Primogenitura - 18. dubna 1662 (2. udělení) - hrabě Georg Christian Cirksena - Pro veškeré potomky | Dolnorýnsko-vestfálský kraj: Východofríské hrabství (1500–1806, kurie hrabat a pánů, od r. 1667 kurie knížat) | 1744 | Po smrti prvního knížete Enna Ludwiga, který zemřel bez mužských potomků r. 1660 titul přenesen na bratra Georga Christiana a rozšířen z primogenitury na veškeré potomky |
|                                                             | - 1667 (6. září) - 99                                                                       | Okněžněné hrabství Fürstenberg (povýšení, resp. okněžnění hrabství 12. května 1664)                                                             | - Fürstenbergové - Hermann Egon zu Fürstenberg (1664, udělení) - Froben Ferdinand zu Fürstenberg-Mößkirch (1. přenesení) - Joseph Wilhelm zu Fürstenberg (2. přenesení)                   | - 12. května 1664 (1. udělení) - hrabě Hermann Egon zu Fürstenberg-Heiligenberg - Primogenitura - 10. prosince 1716 (přenesení) - hrabě Froben Ferdinand zu Fürstenberg-Mößkirch - Primogenitura - 10. prosince 1716 (přenesení a rozšíření) - hrabě Joseph Wilhelm Ernst zu Fürstenberg-Stühlingen - Primogenitura, od 19. ledna 1762 pro veškeré potomky | Švábský kraj: Hrabství Heiligenberg (1534–1806, kurie hrabat a pánů, od r. 1664 kurie knížat, v kraji již od r. 1500, linie Heiligenberg); Lankrabství Stühlingen (1639-krátce po 1664, kurie hrabat a pánů, v kraji již od r. 1500); Panství Mößkirch (1627-krátce po 1664, kurie hrabat a pánů linie Stühlingen, v kraji již od r. 1500); Panství Hausen (1500-krátce po 1664, kurie hrabat a pánů, linie Stühlingen) | - 1716 (F.-Heil.) - 1744 (F.-M.) - Ž (F.-S.) | S doplňkovým titulem okněžněný hrabě na Fürstenbergu (jen hlava rodu) a s predikáty Hochgeboren a Unser lieber Oheim und Fürst (1664, 1716 i 1762) |
|                                                             | - 1674 (22. srpna) - 100                                                                    | Okněžněné hrabství Schwarzenberg (povýšení, resp. okněžnění hrabství 20. října 1671)                                                            | - Schwarzenbergové - Jan Adolf I. ze Schwarzenbergu | - 14. července 1670 - hrabě Jan Adolf ze Schwarzenbergu - Primogenitura, od 8. prosince 1746 pro veškeré potomky | - Francký kraj Okněžněné hrabství Schwarzenberg (1500–1806, od r. 1566 hrabství, do r. 1671 kurie hrabat a pánů, pak kurie světských knížat) - Švábský kraj Okněžněné lankrabství Klettgau (1687–1806, od r. 1689 kurie knížat, předtím kurie hrabat a pánů, v kraji již od r. 1500) - Dolnorýnsko-vestfálský kraj Panství Gimborn a Neustadt (1682–1782) | Ž | S predikátem Lieber Oheim pro hlavu rodu, od 8. prosince 1746 s predikátem Hochgeboren pro celý rod |
|                                                             | 1686 (6./16.? listopadu)                                                                    | Hrabství Waldeck-Eisenberg (†1692) | - Waldeckové - Jiří Fridrich z Waldecku-Eisenbergu | - 17. dubna 1682 - hrabě Jiří Fridrich z Waldecku-Eisenbergu | - Hornorýnský kraj Hrabství Waldeck-Eisenberg (1500–1692, kurie hrabat a pánů) - Dolnorýnsko-vestfálský kraj Hrabství Pyrmont (1668–1692, kurie hrabat a pánů) | 1692 | - Kníže přežil své syny, čímž zanikl i titul a hlas na sněmu. Hrabství připadlo příbuzné větvi Waldeck-Wildungen, od r. 1712 knížat von Waldeck und Pyrmont |
|                                                             | 1706 (22. listopadu)                                                                        | Knížectví Mindelheim (†1714) (povýšeno na knížectví 12. listopadu 1705, diplom 17. listopadu)                                                   | - Churchillové - John Churchill, vévoda z Marlborough | - 28. srpna 1704 (diplom 14. listopadu 1705) - John Churchill, vévoda z Marlborough | Švábský kraj Knížectví Mindelheim (1706–1714, kurie knížat) | 1722/Ž | - S predikáty Hochgeboren, Euer Liebden a Lieber Oheim, od r. 1706 s predikátem Durchlaucht |
|                                                             | - 1713 (20. února) /1723 (13. srpna) - 101                                                  | Personalista, od r. 1723 Lichtenštejnské knížectví (povýšení a okněžnění hrabství Vaduz a panství Schellenberg pod novým názvem 23. ledna 1719) | - Lichtenštejnové - Antonín Florián z Lichtenštejna (1713); Josef Jan Adam z Lichtenštejna (1723)                                                                                         | - 9. září 1623 - Gundakar z Lichtenštejna - Pro veškeré potomky | Švábský kraj Panství Schellenberg (1708–1719, kurie hrabat a pánů, pak povýšeno na Lichtenštejnské knížectví a přijato do kurie knížat, 1719–1806) | Ž | - Komplikované uvedení rodu na sněm: Po vymření Karlovy linie rodu r. 1712 neodkázal poslední kníže Jan Adam z rozmaru svá říšská panství (hrabství Vaduz a panství Schellenberg) hlavě Gundakarovy větve, knížeti Antonínu Floriánovi, ale knížeti Josefu Václavovi z vedlejší linie. Císař však zařídil r. 1713 uvedení Antonína na sněm alespoň jako personalisty. Antonín získává Vaduz a Schellenberg od Josefa Václava výměnou za Rumburk (12. března 1718), na sněm je ovšem jako realista uveden až r. 1723 Antonínův syn Josef Jan. - S predikátem Celsissimus od 3. června 1760                                                                            |
|                                                             | - 1754 (30. května) - 102                                                                   | Personalista (viz pozn.) | - Thurn-Taxisové - Alexandr Ferdinand Thurn-Taxis | - 4. října 1695 - hrabě Eugen Alexander Thurn-Taxis, kníže de la Tour et Tassis | - Kurrýnský kraj (personalista 1704–1801) - Švábský kraj Okněžněné hrabství Friedberg-Scheer (1787–1806); Knížectví Buchau (1803–1806) | Ž | - Ačkoli Thurn-Taxisové již vlastnili k roku 1754 několik drobných říšských lén a svůj bezprostřední majetek stále zvětšovali, vázal se jejich hlas na "okněžněné trůnní a korunní léno" ("okněžnění" provedeno 2. července 1744) v podobě úřadu říšského poštmistra. Thurn-Taxisové tedy byli faktickými dědičnými personalisty, a to i poté, co byly jejich majetky ve Friedbergu a Scheeru 16. července 1787 povýšeny na okněžněné hrabství. - S predikáty Hochgeboren, Lieber Oheim a Euer Liebden |
|                                                             | - 1754 (30. května) - 103                                                                   | Společně Knížectví Schwarzburg-Rudolstadt a Knížectví Schwarzburg-Sondershausen (povýšení obou hrabství na knížectví 2. června 1710)            | - Schwarzburgové - společně kníže Johann Friedrich von Schwarzburg-Rudolstadt a kníže Heinrich I. von Schwarzburg-Sondershausen, zvaný "Diamantový kníže"                                 | - 3. září 1697 - hrabě Albrecht Anton von Schwarzburg-Rudolstadt - 2. června 1710 - hrabě Ludwig Friedrich von Schwarzburg-Sondershausen | Hornosaský kraj Knížectví Schwarzburg-Rudolstadt resp. Schwarzburg-Sondershausen (1500–1806, do r. 1710 jen hrabství, jednotná kurie krajských stavů) | 1909/1971 | S predikátem Hochgeboren pro linii Sondershausen (nobilitace 1710). |

### Nová knížata se staroknížecím územím
| Znak knížectví či říšského léna | Název knížectví či léna (v závorce datum získání/datum uvedení do knížecí rady)                                                      | Jméno knížecího rodu a jméno prvního knížete v knížecí radě | Datum povýšení do knížecího stavu (v závorce jméno prvního knížete a typ udělení titulu) | Krajské stavovství | Ztráta knížectví a případně hlasu v knížecí radě/Vymření rodu či vyhasnutí knížecího titulu | poznámka |
| ------------------------------- | --- | ----------------------------------------------------------- | --- | --- | ------------------------------------------------------------------------------------------- | --- |
|                                 | - Meklenbursko-zvěřínské vévodství - Meklenbursko-güstrowské vévodství - Zvěřínské biskupské knížectví (vše 9. června 1629/neuveden) | - Valdštejnové - Albrecht z Valdštejna                      | - 7. září 1623 (kníže v primogenituře) - 16. února 1628 (vévoda v primogenituře a kníže pro veškeré potomky) - 16. června 1629 (vévoda pro celý rod Valdštejnů) – po Valdštejnově pádu neuznáno | Dolnosaský kraj Meklenbursko-zvěřínské vévodství, Meklenbursko-güstrovské vévodství a Zvěřínské biskupské knížectví (vše 1630–1634, vše dále v jednotné kurii krajských stavů a v kraji v l. 1512–1806); Hrabství Amt Segenberg a Fleinschberg (1627–1629, jednotná kurie krajských stavů, de facto nepřijat mezi krajské stavy) | 1634/1634                                                                                   | - Ačkoli Albrecht z Valdštejna vládl třem územím s již získaným hlasem v knížecí radě, sám do ní pro odpor říšských stavů nikdy uveden nebyl - Titul vymřel již osobou prvního knížete/vévody - S právem volného odkazu zemí a titulů v případě vymření rodu - S privilegii z 11. května 1627 a 4. ledna 1633, zaručujícími nedotknutelnost majetku a titulů v rámci rodu v případě, že se vévoda dopustí Crimen Laesae Majestatis či velezrady (toto privilegium bylo po Valdštejnově pádu popřeno) - S predikátem Lieber Oheim (7. září 1623) a predikáty Hochgeboren a Deiner Liebden (16. února 1628) |
|                                 | Okněžněné lankrabství Leuchtenberg (1707/1709)                                                                                       | - Lambergové - hrabě Leopold Matyáš z Lambergu              | 1. září 1707 (primogenitura) | Bavorský kraj Okněžněné lankrabství Leuchtenberg (1709–1714, kurie světských stavů) | 1714/1862 resp. 1887                                                                        | - Titul okněžněného lankraběte z Leuchtenbergu a císařské dobrozdání pro hlas na říšském sněmu uděleno 24. května 1709 - S predikáty Hochgeboren a Unser Oheim und Fürst |

### Knížata, jimž byl virilní hlas přislíben r. 1803
Hlasy pro tato knížata byly vytvořeny při velké reorganizaci říšského sněmu v souvislosti se Závěrečným říšským recesem roku 1803. Do zániku říše v roce 1806 se však již ani jednomu z těchto knížecích rodů nepodařilo skutečně usednout na lavici říšských knížat a ujmout se virilního hlasu. V průběhu 19. století byla tato knížata v různých německých monarchiích chápána různě. V Rakousku-Uhersku byly podle dvorního ceremoniálu tyto knížecí rody řazeny jen k říšským knížatům s kuriálním hlasem, v Prusku je ceremoniál řadil ke knížatům s hlasem virilním (jejich pořadí pak pochopitelně neurčovalo datum usednutí na knížecí lavici – Fürstenbank, ale pořadí vytvoření onoho hlasu a číslo, přiřknuté mu říšským sněmem).
| Znak knížectví či říšského léna (u personalistů erb knížecího rodu) | Číslo hlasu a název knížectví či léna                                               | Jméno knížecího rodu a jméno knížete, jemuž byl slíben hlas v knížecí radě   | Datum povýšení do knížecího stavu, (v závorce typ udělení titulu) a jméno prvního knížete | Říšské stavovství před r. 1803                                              | Krajské stavovství | Vymření rodu či vyhasnutí knížecího titulu            | poznámka |
| ------------------------------------------------------------------- | ----------------------------------------------------------------------------------- | ---------------------------------------------------------------------------- | --- | --------------------------------------------------------------------------- | --- | ----------------------------------------------------- | --- |
|                                                                     | - 67 (Br.) a 101 (Ort.) - Vévodství Breisgau a vévodství Ortenau                    | - Estenští - Ercole III. d'Este                                              | - 18. května 1452 (Pro veškeré potomky, jako vévoda modenský, viz níže) - Borso d'Este | ne                                                                          | ne | 1803                                                  | - Kompenzace za Modenské vévodství ztracené po míru v Lunéville - S povýšením Breisgavského lankrabství a Ortenavského panství na říšská vévodství r. 1801 (původně součást Předních Rakous) - Po smrti vévody Ercola krátce (1803-05) spoluvláda habsbursko-lotrinské sekundogenitury a císaře Františka II. |
|                                                                     | - 107 - Nasavsko-usingenské okněžněné hrabství                                      | - Nasavští (Walramova linie) - Karel Vilém Nasavsko-Usingenský               | - 4. srpna 1688 (Pro veškeré potomky) - hrabě Walrad Nasavsko-Usingenský | Wetterauské hraběcí kolegium                                                | Hornorýnský kraj | 1816                                                  | Od 3. prosince 1784 s predikátem Durchlauchtigst-Hochgeboren |
|                                                                     | - 108 - Nasavsko-weilburské okněžněné hrabství                                      | - Nasavští (Walramova linie) - Fridrich Vilém Nasavsko-Weilburský            | - 5. září 1737 (Pro veškeré potomky) - hrabě Karel August Nasavsko-Weilburský | Wetterauské hraběcí kolegium                                                | Hornorýnský kraj | 1912                                                  | S predikátem Hochgeboren, od 3. prosince 1784 s predikátem Durchlauchtigst-Hochgeboren |
|                                                                     | - 109 - Hrabství Sigmaringen a hrabství Veringen (personalista)                     | - Hohenzollernové - Anton Alois Hohenzollernsko-Sigmaringenský               | - 28. března 1623 (Primogenitura, od 9. července 1692 pro veškeré potomky) - hrabě Johann Hohenzollernsko-Sigmaringenský | Kolegium Švábských hrabat (personalista za okněžněné hrabství Hohenzollern) | Švábský kraj Hrabství Sigmaringen (1576–1623 kurie hrabat a pánů, 1623–1806 kurie knížat)                                                            | Ž                                                     | - Hlas byl pojat jako hlas personalisty, neboť Veringen náležel pod rakouskou svrchovanost (součást Předních Rakous) a o říšskou bezprostřednost Sigmaringen vedli Hohenzollernové s Rakouskem vleklé soudní spory - S predikáty Hochgeboren a von Gottes Gnaden (1623), od r. 1736 s predikátem Durchlaucht |
|                                                                     | - 114 - Hrabství Waldeck                                                            | - Waldeckové - Friedrich Waldecký a Pyrmontský                               | - 6. ledna 1712 - hrabě Friedrich Anton Ulrich z Waldecku a Pyrmontu | Kolegium Dolnorýnsko-vestfálských hrabat (Hrabství Pyrmont)                 | - Hornorýnský kraj Hrabství Waldeck (1500–1806, kurie hrabat a pánů) - Dolnorýnsko-vestfálský kraj Hrabství Pyrmont (1668–1806, kurie hrabat a pánů) | Ž                                                     | - S možností vybrat si při nobilitaci r. 1712 zda chtějí knížecí titul primogeniturně či pro veškeré potomky (zvolena druhá možnost) - S predikáty Hochgeboren a Lieber Oheim |
|                                                                     | - 115 - Bezprostřední statky knížat Löwenstein-Wertheim                             | - Löwenstein-Wertheim - Dominik Konstantin von Löwenstein-Wertheim-Rosenberg | - 3. dubna 1711 (Primogenitura, od 8. ledna 1712 pro veškeré potomky) - hrabě Maxmilian von Löwenstein-Wertheim-Rochefort | Kolegium Franckých hrabat                                                   | Francký kraj část Hrabství Wertheim (1500–1806, kurie hrabat a pánů); Kníže-personalista (1713–1806, kurie světských knížat)                         | Ž                                                     | - S výslovným zákazem duchovní dráhy pro prvorozence pod sankcí ztráty knížecího titulu - S predikáty Hochgeboren a Lieber Oheim |
|                                                                     | - 116 - Hrabství Oettingen-Spielberg                                                | - Oettingenové - Jan Alois (II.) von Oettingen-Spielberg                     | - 8. července 1734 (Primogenitura, od 19. prosince 1765 přenesení na bratra Franze Alberta a pro veškeré potomky) - hrabě Alois von Oettingen-Spielberg | Kolegium Švábských hrabat                                                   | Švábský kraj Hrabství Oettingen (1731–1767, kurie hrabat a pánů, 1767–1806 kurie knížat)                                                             | Ž                                                     | S predikátem Hochgeboren |
|                                                                     | - 117 - Hrabství Oettingen-Wallerstein                                              | - Oettingenové - Ludvík Kraft von Oettingen-Wallrstein                       | - 5. března 1774 (pro veškeré potomky) - hrabě Kraft Ernst von Oettingen-Wallerstein | Kolegium Švábských hrabat                                                   | Švábský kraj Hrabství Oettingen (1731–1767, kurie hrabat a pánů, 1767–1806 kurie knížat)                                                             | Ž                                                     | S predikátem Hochgeboren |
|                                                                     | - 118 - Hrabství Solms-Braunfels                                                    | - Solmsové - Karl Ludwig von Solms-Braunfels                                 | - 22. května 1742 (Pro veškeré potomky) - hrabě Friedrich Wilhelm von Solms-Braunfels | Kolegium Wetterauských hrabat                                               | Hornorýnský kraj | 1970                                                  | S predikátem Hochgeboren |
|                                                                     | - 119 - Knížectví Hohenlohe-Neuenstein                                              | - Hohenlohové - Ludwig Friedrich von Hohenlohe-Neuenstein-Oehringen          | - 7. ledna 1764 (Pro veškeré potomky) - hrabě Johann Friedrich von Hohenlohe-Oehringen - hrabě Ludwig von Hohenlohe-Langenburg - hrabě Carl August von Hohenlohe-Kirchberg - hrabata a spoluvládci Philipp Heinrich, Heinrich August a August Wilhelm von Hohenlohe-Ingelfingen                          | Kolegium Franckých hrabat                                                   | Francký kraj | - 1805 (H.-O.) - Ž (H.-L.) - 1861 (H.-K.) - Ž (H.-I.) | - Jednotlivé větve se původně měly v držbě hlasu střídat, po smrti posledního knížete Hohenlohe-Oehringen, Ludwiga Friedricha ale nárok na hlas přešel rodinnou dohodou na větev Langenburg - S povýšením hrabství Hohenlohe-Neuenstein na knížectví 29. května 1772 - S predikátem Hochgeboren od 29. května 1772 |
|                                                                     | - 120 - Knížectví Hohenlohe-Waldenburg-Schilingsfürst                               | - Hohenlohové - Karel Josef z Hohenlohe-Waldenburgu-Schlingfürstu            | - 21. května 1744 (Pro veškeré potomky) - hrabě Philipp Ernst von Hohenlohe-Waldenburg-Schilingsfürst | Kolegium Franckých hrabat                                                   | Francký kraj | Ž                                                     | - S povýšením hrabství Hohenlohe-Waldenburg na knížectví 14. srpna 1757 - S predikátem Hochgeboren |
|                                                                     | - 121 - Knížectví Hohenlohe-Waldenburg-Bartenstein                                  | - Hohenlohové - Ludwig Alois von Hohenlohe-Waldenburg-Bartenstein            | - 21. května 1744 (Pro veškeré potomky) | Kolegium Franckých hrabat                                                   | Francký kraj | Ž                                                     | - S povýšením hrabství Hohenlohe-Waldenburg na knížectví 14. srpna 1757 - S predikátem Hochgeboren |
|                                                                     | - 122 - Isenbursko-birsteinské hrabství                                             | - Isenburgové - Wolfgang Ernst (II.) von Isenburg-Birstein                   | - 23. března 1744 (Pro veškeré potomky) - hrabě Wolfgang Ernst (I.) von Isenburg-Birstein | Kolegium Wetterauských hrabat                                               | Hornorýnský kraj | Ž                                                     | S predikátem Hochgeboren |
|                                                                     | - 123 - Hrabství Rietberg                                                           | - Kounicové - Dominik Ondřej z Kounic-Rietbergu                              | - 5. ledna 1764 (Primogenitura) - hrabě Václav Antonín z Kounic-Rietbergu | Kolegium Dolnorýnsko-vestfálských hrabat                                    | Dolnorýnsko-vestfálský kraj Hrabství Rietberg (1699/1758-1806 kurie hrabat a pánů, v kraji již od r. 1500)                                           | 1848                                                  | - Knížecí titul vázán na držbu Rietbergu a moravského majorátu - S predikátem Hochgeboren |
|                                                                     | - 124 - Hrabství Reuß-Greiz                                                         | - Reußové - Heinrich XIII. von Reuß zu Greiz                                 | - 12. května 1778 (Pro veškeré potomky) - hrabě Heinrich XI. von Reuß zu Greiz | Kolegium Wetterauských hrabat                                               | Hornosaský kraj | 1927                                                  | S predikátem Hochgeboren |
|                                                                     | - 125 - Knížectví Leiningen                                                         | - Leiningenové - Karl Friedrich von Leiningen-Dachsburg                      | - 3. července 1779 (Pro veškeré potomky) - hrabě Karl Friedrich von Leiningen-Dachsburg |                                                                             | | Ž                                                     | S predikátem Hochgeboren |
|                                                                     | - 126 - Hrabství Edelstetten                                                        | - de Ligne - Charles Joseph de Ligne                                         | - 20. března 1601 - hrabě Lamoral de Ligne, kníže z Épinoy | Kolegium Dolnorýnsko-vestfálských hrabat                                    | Dolnorýnsko-vestfálský kraj Hrabství Ligne (Fagnolles) (1786–1801, kurie hrabat a pánů)                                                              | Ž                                                     | Roku 1804 prodala knížata de Ligne Edelstetten Esterházyům |
|                                                                     | - 126 - Okněžněné hrabství Edelstetten (povýšení resp. okněžnění 17. prosince 1804) | - Esterházyové - Mikuláš II. Esterházy z Galanty                             | - 23. května 1712 (Primogenitura, od 21. července 1783 pro veškeré potomky) | ne                                                                          | ne | Ž                                                     | - Edelstetten r. 1804 zakoupen od knížete de Ligne. Esterházyům tedy nebyl r. 1803 přislíben virilní hlas, ale čekatelské právo si zajistili koupí příslušného říšského panství - S potvrzením titulu okněžněného hraběte a císařským dobrozdáním pro virilní hlas od 17. prosince 1804 - První kníže byl nejprve od 7. července 1687 knížetem ad personam - S predikáty Hochgeboren a Lieber Oheim (23. května 1712), od 21. července 1783 také s predikátem Euer Liebden |
|                                                                     | - 127 - Knížectví Rheina-Wolbeck                                                    | - Looz-Corswarem - vévoda Joseph Arnaud de Looz-Corswarem                    | Knížecí titul pouze de facto pro hlavu rodu, jako panující kníže z Rheiny-Wolbecku. Na říšského knížete nikdo z rodu povýšen nebyl. Teprve s potvrzením vévodského titulu hlavě rodu v Nizozemí 10. ledna 1816 byl titul knížete, resp. prince a princezny (Prince/Prins) přiznán i mladším členům rodu. | ne                                                                          | ne | 1827                                                  | Rod byl odškodněn svrchovaným říšským knížectvím a virilním hlasem, ačkoli mírem v Lunéville neztratil žádné bezprostřední říšské léno (žádné také před r. 1803 nevlastnil). |

## Knížata s kuriálním hraběcím hlasem či s pouze krajským stavovstvím
| Knížecí erb | Datum udělení knížecí hodnosti                                                                                             | Jméno prvního knížete, název knížectví či jiného bezprostředního území, event. jméno knížecího rodu                                                              | Říšské stavovství | Krajské stavovství                                                                                               | Typ udělení titulu                                                  | Vymření rodu či vyhasnutí knížecího titulu          | poznámka |
| ----------- | --- | --- | --- | --- | ------------------------------------------------------------------- | --------------------------------------------------- | --- |
|             | 1594 (14. března) | - Mansfeldsko-vorderortské hrabství - hrabě Petr Arnošt z Mansfeldu-Vorderortu-Friedeburgu                                                                       | Kolegium Wetterauských hrabat (viz pozn.) | Hornosaský kraj (viz pozn.)                                                                                      | Pro veškeré potomky                                                 | 1626                                                | - Celé Mansfeldské hrabství bylo již od r. 1579 v sekvestru (nucené správě) zástavních pánů: Magdeburského arcibiskupství a Saského kurfiřtství. I přes pozdější vyplacení již Mansfeld zůstal pod nadvládou těchto dvou států až do vymření celého rodu Mansfeldů r. 1780, krajské a říšské stavovství prakticky nevykonáváno, kvůli neustálému zpochybňování zástavních pánů. - Prvnímu knížeti byl císařem Rudolfem II. přiznán i virilní hlas na říšském sněmu, k uvedení na knížecí lavici však nikdy nedošlo.               |
|             | 1619 (6. září) (diplom 16. září)                                                                                           | - Hrabství Schaumburg a Holštýnsko-Pinneberg (titul: kníže na Schaumburgu a Holštýnsku-Pinnebergu, viz pozn.) - hrabě Ernst zu Schauenburg und Holstein          | Kolegium Vestfálsko-dolnorýnských hrabat ( hrabství Schauenburg)                                                                              | - Dolnosaský kraj ( Hrabství Holštýnsko-Pinneberg) - Dolnorýnsko-vestfálský kraj ( Hrabství Schauenburg)         | Pro veškeré potomky                                                 | 1622                                                | - Kvůli protestům Dánska proti vztahování knížecího titulu na Holštýnsko-Pinnebersko (Dánsko a příbuzní krále z Oldenburského rodu drželi zbytek Holštýnska), což Dánsko vnímalo jako zásah do svých pravomocí, si kníže změnil titul na: hrabě ze Schaumburgu a Holštýnska-Pinnebergu, kníže Svaté říše římské - Titul vyhasl již s prvním knížetem |
|             | 1621 (23. června) | - Panství Schellenberg - kníže Karel z Lichtenštejna, vévoda opavský                                                                                             | ne | Švábský kraj (panství Schellenberg, personalista od 25. listopadu 1707, realista od r. 1708)                     | Pro veškeré potomky                                                 | 1712                                                | - Od roku 1699 držel rod bezprostřední panství Schellenberg, r. 1712 přikoupil hrabství Vaduz. Na základě této držby a následného dědictví získala příbuzná Gundakarova větev rodu r. 1713, resp. 1723 virilní hlas v knížecí radě říšského sněmu. - Od r. 1711 s predikátem Illustrissimus |
|             | 1674 (10. října) | - Hrabství Oettingen-Oettingen - hrabě Albrecht Ernst z Oettingen-Oettingen                                                                                      | Kolegium Švábských hrabat (Oettingenské hrabství)                                                                                             | Švábský kraj (Oettingenské hrabství)                                                                             | Pro veškeré potomky                                                 | 1731                                                | - V případě vymření povoleno povoleno přenesení titulu na rodovou linii některého z bratrů: Joachima, Ernsta či Christiana Augusta - S predikáty Hochgeboren a Lieber Oheim |
|             | 1688 (4. srpna) | - Okněžněné hrabství Nasavsko-Idstein - hrabě Jan Arnošt Nasavsko-Idsteinský                                                                                     | Kolegium Wetterauských hrabat | Hornorýnský kraj                                                                                                 | Pro veškeré potomky                                                 | 1721                                                | Titul vyhasl již s prvním knížetem, který přežil své syny. |
|             | - 1691 (povýšení) - 1709 (1. října) (veřejná proklamace a diplom)                                                          | - Hrabství Mansfeld-Vorderort - hrabě Jindřich František z Mansfeldu-Vorderortu-Heldrungenu, kníže z Fondi                                                       | Kolegium Wetterauských hrabat (viz pozn.) | Hornosaský kraj (viz pozn.)                                                                                      | Primogenitura                                                       | 1780                                                | S predikáty Hochgeboren a Unser lieber Oheim |
|             | 1698 (10. října) | - Panství Dettensee (19. listopadu 1698 povýšené na okněžněné hrabství) - hrabě Hannibal Alphons Porcia                                                          | ne | Švábský kraj (kurie hrabat)                                                                                      | Primogenitura                                                       | 1827                                                | S intimací (potvrzením) knížecího titulu v habsburských dědičných zemích 10. října 1698. |
|             | - 1720 (27. října) (diplom nevydán, nobilitace trvale pozastavena) - 1789 (5. listopadu) (obnova titulu s vydáním diplomu) | - Hrabství Lippe - hrabě Simon Heinrich z Lippe-Detmoldu (1720) - hrabě Friedrich Wilhelm Leopold z Lippe-Detmoldu (1789)                                        | Kolegium Dolnorýnských a vestfálských hrabat (Hrabství Lippe)                                                                                 | Dolnorýnsko-vestfálský kraj (Hrabství Lippe)                                                                     | - Primogenitura (1720) - Pro veškeré potomky (1789)                 | 1905                                                | - Nobilitace z roku 1720 nebyla uvedena v platnost, protože Simon Heinrich nebyl schopen uhradit povyšovací taxu ani po jejím snížení na polovinu: 6 000 zl. Povýšení na knížete spolu s vydáním diplomu se tak protáhlo na 69 let a získal jej až vnuk Simona Heinricha. - S predikátem Hochgeboren (1720 i 1789) |
|             | 1742 (18. února) | - Panství Gedern a polovina panství Ortenberg (části hrabství Königstein) - hrabě Friedrich Carl zu Stolberg-Gedern                                              | Kolegium Wetterauských hrabat (Gedernské hrabství a podíl na Panství Ortenberg)                                                               | Hornorýnský kraj (Gedernské hrabství a podíl na Panství Ortenberg)                                               | Pro prvního knížete, sestru Augustu Marii a veškeré potomky knížete | 1804                                                | S predikátem Hochgeboren |
|             | 1748 (25. května) | - Hrabství Gleichen - hrabě Franz von Hatzfeld-Gleichen, kníže z Trachenbergu                                                                                    | Kolegium Franckých hrabat (Hrabství Gleichen)                                                                                                 | Francký kraj (Hrabství Gleichen)                                                                                 | Primogenitura                                                       | 1794                                                | S predikátem Hochgeboren |
|             | 1763 (29. prosince) | - Hrabství Rieneck a podíl na panství Limpurg-Speckfeld - knížata Colloredo-Mannsfeld - kníže Rudolf Colloredo, hrabě z Wallsee                                  | - Kolegium Franckých hrabat ( Hrabství Rieneck, 1803-06) - Kolegium Švábských hrabat (kuriální podíl na Panství Limpurg-Speckfeld, 1804-1806) | - Francký kraj (Hrabství Rieneck, 1803-06) - Švábský kraj (kuriální podíl na Panství Limpurg-Speckfeld, 1804-06) | Primogenitura                                                       | Ž                                                   | - Rod Colloredů se 26. února 1789 sňatkem spojil s vymírajícími Mansfeldy, spojeny taktéž jména a erby. - Pouze mužská primogenitura, dcera by v případě vymření Colloredů titul nedědila - Se zákazem duchovního povolání pro prvorozené syny pod trestem ztráty knížecí hodnosti - S predikáty Hochgeboren a Lieber Oheim und Fürst |
|             | 1763 (30. prosince) | kníže Jan Josef Khevenhüller-Metsch | Kolegium Švábských hrabat (personalista) | ne | Primogenitura                                                       | Ž                                                   | S predikáty Hochgeboren a des Heiligen römischen Reiches lieber Oheim |
|             | 1765 (18. listopadu) | kníže Jiří Adam ze Starhembergu | Kolegium Franckých hrabat (personalista) | ne | Primogenitura                                                       | Ž                                                   | S predikátem Hochgeboren |
|             | 1784 (22. května) | - Dolní hrabství Wied - hrabě Johann Friedrich Wied z Neuwiedu                                                                                                   | | | Pro veškeré potomky                                                 | Ž                                                   | S predikátem Hochgeboren |
|             | 1789 (19. prosince) | - Panství Bretzenheim - hrabě Karl August von Haydeck (titul kníže z a na Bretzenheimu)                                                                          | Kolegium Dolnorýnsko-vestfálských prelátů (panství Bretzenheim, nepřijat)                                                                     | Dolnorýnsko-vestfálský kraj (panství Bretzenheim)                                                                | Pro veškeré potomky                                                 | 1863                                                | - S predikátem Hochgeboren |
|             | 1790 (9. října) | hrabě Otto Karl Friedrich Schönburg-Waldenburg | Kolegium Wetterauských hrabat (tzv. Schönburská recesní panství)                                                                              | Hornosaský kraj (tzv. Schönburská recesní panství)                                                               | Pro veškeré potomky                                                 | Ž                                                   | - Kníže držel sice říšskostavovská, ale již nikoli říšsky bezprostřední panství. V roce 1740 byla schönburská panství pod Krušnými horami mediatizována Saskem. Na základě recesu (dohody) si však panství udržela velkou míru autonomie a ani jejich dosavadní říšské stavovství nebylo ztrátou bezprostřednosti ohroženo. Povýšení jedné větve Schönburgů na knížata bylo diplomatickým "políčkem" císaře Leopolda II. vůči Sasku a projev císařského nesouhlasu s dávnou mediatizací. - S predikáty Hochgeboren a Lieber Oheim |
|             | 1790 (9. října) | hrabě Franz Xaver Orsini-Rosenberg | Kolegium Franckých hrabat (personalista) | ne | Primogenitura                                                       | Ž                                                   | - Pro bezdětnost již starého knížete bylo zároveň s udělením titulu stanoveno následnictví v linii jeho bratrance Vincenta - Se zákazem duchovní kariéry pro prvorozené syny pod trestem ztráty knížecího titulu - S predikátem Hochgeboren |
|             | - 1790 (11. října) - 1806 (5. července)                                                                                    | - Hrabství Reuss-Lobenstein - postupně dvě kreace knížecího titulu: - hrabě Heinrich XXXV. Reuss-Lobenstein (1790) - hrabě Heinrich LIV. Reuss-Lobenstein (1806) | Kolegium Wetterauských hrabat (Hrabství Reuss-Lobenstein)                                                                                     | Hornosaský kraj (Hrabství Reuss-Lobenstein)                                                                      | - Primogenitura (1790) - Pro veškeré potomky (1806)                 | - 1805 (kreace z r. 1790) - 1824 (kreace z r. 1806) | - Heinrich LIV. nastoupil po bezdětném strýci Heinrichovi XXXV., který navíc předčasně abdikoval - Heinrich LIV. byl posledním knížetem v linii Reuss-Lobenstein, po jeho smrti knížectví (člen Německého spolku) připadlo příbuzným knížatům z Reuss-Ebersdorfu) - S predikátem Hochgeboren (1806) |
|             | 1791 (22. července) | - Horní hrabství Wied, Panství Runkel a Hrabství Kriechingen - hrabě Christian Ludwig Wied z Runkelu                                                             | | - Dolnorýnsko-vestfálský kraj (Horní hrabství Wied) - Hornorýnský kraj (hrabství Kriechingen)                    | Pro veškeré potomky                                                 | 1824                                                | S predikátem Hochgeboren |
|             | 1792 (14. července) | - Hrabství Hohensolms a Lich - hrabě Carl zu Solms-Lich und Hohensolms                                                                                           | Kolegium Wetterauských hrabat (Hrabství Hohensolms a Lich)                                                                                    | Hornorýnský kraj (Hrabství Hohensolms a Lich)                                                                    | Pro veškeré potomky                                                 | Ž                                                   | S predikáty Hochgeboren a Lieber Oheim |
|             | 1792 (4. září) | - Hrabství Wittgenstein-Berleburg - hrabě Christian zu Sayn-Wittgenstein-Berleburg                                                                               | Kolegium Wetterauských hrabat (Hrabství Wittgenstein-Berleburg)                                                                               | Hornorýnský kraj (Hrabství Wittgenstein-Berleburg)                                                               | Pro veškeré potomky                                                 | Ž                                                   | S predikátem Hochgeboren |
|             | - 1801 (20. června) - 1805 (18. května)                                                                                    | - Hrabství Wittgenstein-Wittgenstein - hrabata Franz Karl a Wilhelm Ludwig zu Sayn-Wittgenstein-Hohnstein, bratři (1801) a jejich bratr Johann Franz (1805)      | Kolegium Wetterauských hrabat (Hrabství Wittgenstein-Wittgenstein)                                                                            | Hornorýnský kraj (Hrabství Wittgenstein-Wittgenstein)                                                            | Pro veškeré potomky                                                 | 1948                                                | S predikátem Hochgeboren |
|             | 1803 (21. března) | - Hrabství Wurzach (nově podíl na společném Knížectví Waldburg) - hrabě Eberhard von Waldburg-Zeil-Wurzach                                                       | Kolegium švábských hrabat (podíl na Knížectví Waldburg)                                                                                       | Švábský kraj (podíl na Knížectví Waldburg)                                                                       | Primogenitura                                                       | 1903                                                | - S povýšením všech bezprostředních statků všech tří rodových větví Waldburgů na říšské knížectví se jménem Waldburg - S predikátem Hochgeboren |
|             | 1803 (21. března) | - Hrabství Zeil-Trauchburg (nově podíl na společném Knížectví Waldburg) - hrabě Maxmilian Wunibald von Waldburg-Zeil-Trauchburg                                  | Kolegium švábských hrabat (podíl na Knížectví Waldburg)                                                                                       | Švábský kraj (podíl na Knížectví Waldburg)                                                                       | Primogenitura                                                       | Ž                                                   | - S povýšením všech bezprostředních statků všech tří rodových větví Waldburgů na říšské knížectví se jménem Waldburg - S predikátem Hochgeboren |
|             | 1803 (21. března) | - Hrabství Waldburg-Waldsee (nově podíl na společném Knížectví Waldburg) - hrabě Joseph Anton von Waldburg-Wolfegg-Waldsee                                       | Kolegium švábských hrabat (podíl na Knížectví Waldburg)                                                                                       | Švábský kraj (podíl na Knížectví Waldburg)                                                                       | Primogenitura                                                       | Ž                                                   | - S povýšením všech bezprostředních statků všech tří rodových větví Waldburgů na říšské knížectví se jménem Waldburg - S predikátem Hochgeboren |
|             | 1803 (30. června) | - Knížectví Ochsenhausen - hrabě Franz Georg Metternich-Winneburg (titul kníže Metternich zu Ochsenhausen)                                                       | Kolegium Dolnorýnsko-vestfálských hrabat (Knížectví Ochsenhausen)                                                                             | Švábský kraj (Knížectví Ochsenhausen)                                                                            | Primogenitura                                                       | 1992                                                | - Sekularizované okněžněné opatství Ochsenhausen bylo rodu předáno Závěrečným říšským recesem 25. března 1803, zároveň s udělením knížecího titulu prohlášeno říšským knížectvím - K Ochsenhausenu se měl původně vázat virilní hlas v knížecí radě, císařské dobrozdání vydáno současně s udělením titulu, ovšem hlas nebyl ani vytvořen, takže k uvedení knížete na sněm nikdy nedošlo - S predikátem Hochgeboren |
|             | 1803 (1. srpna) | - Knížectví Babenhausen - hrabě Anselm Maria Fugger-Babenhausen                                                                                                  | Kolegium Švábských hrabat (Knížectví Babenhausen)                                                                                             | Švábský kraj (Knížectví Babenhausen)                                                                             | Primogenitura                                                       | Ž                                                   | - S povýšením bezprostředních panství Babenhausen, Boos a Kettrehausen na říšské knížectví se jménem Babenhausen - Původně se uvažovalo i o virilním hlasu v radě říšských knížat, tyto plány však pro brzký zánik říše již nebyly realizovány - Pouze mužská primogenitura, v případě vymření po meči titul nepřecházel na dceru, také se zákazem přijetí duchovního stavu pro následníka pod hrozbou ztráty knížecího titulu. - S predikátem Hochgeboren                                                                        |
|             | 1803 (10. prosince) | - Okněžněné purkrabství Winterrieden - hrabě Prosper Ludvík ze Sinzendorfu                                                                                       | Kolegium Dolnorýnsko-vestfálských hrabat (Okněžněné) purkrabství Winterrieden, 1803-06)                                                       | ne | Primogenitura                                                       | 1822                                                | - Ves Winterrieden ve Švábsku získána po Závěrečném říšském recesu 25. března 1803 a tehdy také prohlášena říšským purkrabstvím, 17. prosince 1803 povýšena na purkrabství okněžněné - Titul vyhasl již s prvním knížetem |
|             | 1804 (7. ledna) | - Knížectví Krautheim a Panství Gerlachsheim - kníže Salm-Reifferscheidt-Krautheim - starohrabě Franz Wilhelm zu Salm-Reifferscheidt-Bedburg                     | Kolegium Dolnorýnsko-vestfálských hrabat (Knížectví Krautheim)                                                                                | ne | Primogenitura                                                       | 1958                                                | - Panství Krautheim získané Závěrečným říšským recesem 25. března 1803 a přikoupené sousední panství Gerlachsheim povýšeny císařem na Knížectví Krautheim zároveň s udělením knížecího titulu - S potvrzením již dříve uděleného a užívaného predikátu Hochgeboren |
|             | 1804 (24. května) | - Knížectví Windisch-Graetz - hrabě Alfred Windisch-Graetz | Kolegium Švábských hrabat (Knížectví Windisch-Graetz, 1804-06), Kolegium Franckých hrabat (Personalista, 28. ledna 1684–1806)                 | Švábský kraj (Knížectví Windisch-Graetz)                                                                         | Primogenitura                                                       | Ž                                                   | - Zakoupené říšsko-stavovské hrabství Egglofs (člen Švábského kolegia) a sousední rytířské zboží Siggen povýšena zvláštní císařskou milostí 14. června 1804 na knížectví s rodovým jménem Windisch-Graetz - S predikátem Hochgeboren |
|             | 1805 (12. ledna) | - Okněžněné hrabství Umpfenbach - hrabě Ferdinand zu Trauttmansdorff-Weinsberg                                                                                   | Kolegium Franckých hrabat (okněžněné hrabství Umpfenbach, 1805-06)                                                                            | | Primogenitura                                                       | Ž                                                   | - Ves Umpfenbach u Miltenbergu ve Frankách zakoupena 6. ledna 1805 jako rytířské zboží a 12. ledna zároveň s knížecím titulem povýšena na okněžněné hrabství - S predikátem Hochgeboren |
|             | 1806 (9. dubna) | - Hrabství Reuss-Schleiz - hrabě Heinrich LXII. Reuss-Schleiz | Kolegium Wetterauských hrabat (Hrabství Reuss-Schleiz)                                                                                        | Hornosaský kraj (Hrabství Reuss-Schleiz)                                                                         | Pro veškeré potomky                                                 | Ž                                                   | S predikátem Hochgeboren |
|             | 1806 (9. dubna) | - Hrabství Reuss-Ebersdorf - hrabě Heinrich LI. Reuss-Ebersdorf                                                                                                  | Kolegium Wetterauských hrabat (Hrabství Reuss-Ebersdorf)                                                                                      | Hornosaský kraj (Hrabství Reuss-Ebersdorf)                                                                       | Pro veškeré potomky                                                 | 1853                                                | S predikátem Hochgeboren |

## Italská panující říšská knížata
Světská knížata panující v italské části říše nepatřila (s výjimkou Savojska) nikdy mezi říšské stavy nenáležela a neúčastnila se říšských sněmů ani nepatřila k žádnému z říšských krajů. Panujících knížat bez stavovských práv sice bylo v říše více (viz kapitola Titulární říšská knížata), ale pouze v Itálii tato knížata početně převažovala. Pro jejich status tak nebylo rozhodující pořadí na říšském sněmu, ale stáří knížecího titulu, velikost jejich léna a urozenost rodu. Italská knížectví, která zanikla před počátkem 16. století jsou uvedena v seznamu nejstarších říšských knížat (viz výše).

### Italská vévodství a knížectví
Tak jako v německé části Svaté říše také v Itálii panovala knížata nad vévodstvími i knížectvími, případně také nad markrabstvími. Markrabství, jejíž panovníci získali od císaře knížecí titul již ve středověku či v 16. století, byla považována, tak jako v Německu, za plně rovnocenná knížectvím a nemusela tedy již být zvlášť okněžněna. Bývala ale později povýšena na vévodství.
| Znak knížectví či říšského léna a erb knížecího rodu | Datum povýšení země na knížectví či vévodství | Název knížectví či léna                                                               | Jméno knížecího rodu či rodů a jméno prvního knížete | Datum povýšení do knížecího stavu, jméno prvního knížete a typ udělení titulu | Zánik knížectví                | Vymření rodu po meči či vyhasnutí knížecího titulu                                                 | poznámka |
| ---------------------------------------------------- | --------------------------------------------- | ------------------------------------------------------------------------------------- | --- | --- | ------------------------------ | -------------------------------------------------------------------------------------------------- | --- |
|                                                      | 1356 (viz poznámky)                           | Montferratské markrabství (od r. 1574 vévodství)                                      | 1. Palaiologové (1305–1566) 2. Gonzagové (1566–1708) | 1. 1356/Jan I. z Montferratu, pán Asti/Pro veškeré potomky 2. Vilém I., vévoda z Mantovy/Titul neudělen, ale zděděn | 1708                           | 1. 1533 2. 1708                                                                                    | Není jisté, od kdy panovníci Montferratu patřili mezi říšská knížata. Jako potomci byzantských císařů měli knížecí status zaručený. Již roku 1191 byl markrabí Konrád z dynastie Aleramitů označen v císařské listině za knížete. Od roku 1356 patří markrabím knížecí hodnost již trvale. |
|                                                      | 1396 (22. října)                              | Milánské vévodství                                                                    | - Viscontiové (1311–1447) - Sforzové (1450–1499; 1500; 1512–1515; 1521–1535) - Valois-Orléans/francouzská Koruna (1499–1500; 1500–1512; 1515–1521) - Španělští Habsburkové (1535–1700) - Rakouští Habsburkové (1714–1797/1801) | 1. 22. října 1396/Gian Galeazzo Visconti, pán v Miláně, Veroně, Cremogně, Bologni, Parmě etc./Pro veškeré potomky 2. Francesco I. Sforza/Titul zděděn, neudělen 3. Ludvík XII., král Francie/Titul vydobyt, neudělen 4. Karel V., římský král, král španělský etc./Titul neudělen, spadlé říšské léno 5. Karel VI., římský císař, král španělský, apoštolský král uherský etc./Titul zděděn a vydobyt, neudělen |                                | | Související informace naleznete také v článku Seznam milánských vládců . |
|                                                      | 1433 (22. září)                               | Mantovské markrabství (od 8. dubna 1530 vévodství)                                    | - Gonzagové (1328–1708) - Rakouští Habsburkové (1708–1797/1801) | - 6. května 1432 - Giovanni Francesco Gonzaga di Mantova | 1745                           | 1627/1708                                                                                          | |
|                                                      | 1452 (18. května)                             | Vévodství Modena a Reggio                                                             | Estenští | - 18. května 1452 (vévoda) - Borso d'Este - Pro veškeré potomky | 1796                           | 1803                                                                                               | S predikátem Altezza serenissima od 5. května 1695 |
|                                                      | 1532 (březen)                                 | Florentské vévodství (od r. 1569/1576 Toskánské velkovévodství)                       | 1. Medicejští (1434–1737) 2. Lotrinští (1737–1765) 3. Habsburk-Lotrinští (1765–1797/1801) | 1. březen 1532/Alessandro de´ Medici (1. vévoda); 26. ledna 1576/František I. (2./1. velkovévoda) 2. císař František I. Štěpán/Titul neudělen, diplomaticky získán 3. císař Josef II./Titul zděděn, neudělen | 1860                           | 1. 1737 (Med.) 2. 1780 3. Ž                                                                        | - Papež Pius V. povýšil dne 27. srpna 1569 Florentské vévodství a několik přilehlých území na první velkovévodství v historii, z říšského právního hlediska titul velkovévody přiznán císařem Maxmiliánem II. 26. ledna 1576 - S predikátem Altezza serenissima v mužské primogenituře vládců od 27. září 1628 a s predikáty Altezza reale v mužské primogenituře vládců a Altezza serenissima pro ostatní členy rodu od r. 1699                                                     |
|                                                      | 1551                                          | Knížectví Borgoria di Val di Taro (součást tzv. Stato Landi)                          | - Landiové - Doria-Landi | - 1551 - Don Agostino Landi, markýz z Bardi, hrabě z Compiana a Val di Taro - 1679 - Don Andrea (III.) Doria-Landi | 1682                           | - 1633 (Landiové po meči) - 1679 (Landiové po přeslici) - Ž (Doria-Landiové)                       | - Sňatkem Marie Polixeny, dcery Federica II., posledního knížete z rodu Landiů přechází rodové domény na rod Doria, který přijal též jméno Landi - Roku 1682 se celé Stato Landi stává součástí Parmského a Piacenzského vévodství |
|                                                      | 1568 (23. srpna)                              | Knížectví Massa a markrabství Carrara (od 5. května 1664 vévodství M. a knížectví C.) | - Cybo-Malaspina - Estenští | - 23. srpna 1568 (kníže) - Alberico I. Cybo-Malaspina, markýz z Massy a pán Carrary, Monety a Lavanzy (1. kníže) - Primogenitura - 5. května 1664 (vévoda) - Alberico II. Cybo-Malaspina, kníže z Massy, markýz z Carrary, pán Monety a Lavanzy (1. vévoda) - Pro veškeré potomky | 1796                           | - 1731 (Cybo-malaspina po meči) - 1790 (Cybo-Malaspina po přeslici) - 1803 (Estenští)              | S predikátem Illustrissimus ad personam od 30. října 1621 a v primogenituře vládců od 7. února 1625 |
|                                                      | 1574 (25. července)                           | Knížectví Sabbioneta (od 18. května 1577 vévodství)                                   | - Gonzagové - Carafové del Mara - Guzmán (viz pozn) | - 25. července 1574 - Don Vespasiano Gonzaga-Colonna, markýz ze Sabbionetynavarrský a valencijský místokrál - 13. února 1616 - Luigi Carafa de Mara, kníže ze Stigliano a vévoda z Mondragone (jen spoluvládce, skutečnou vládkyní manželka Isabella Carafa, rozená Gonzaga) | 1644                           | - 1591/1637 (Gonzagové) - 1638/1644 (Carafa)                                                       | - S tituly markýz z Hostigliano a hrabě z Retigno (1577) a s predikátem Ilustrissimus (1574), potvrzenými 13. února 1616 také Carafům - Dcera Luigiho Carafy a Isabelly Gonzagy, Anna, provdaná za neapolského místokrále Ramira Núñeze de Guzmán, markýze del Toral a vévody de Medína de las Torres, byla sabbionetskou poslední vládkyní. Její muž nebyl uznán spoluvládcem a jejich synovi nebyl přiznán vévodský titul. Po Annině smrti r. 1644 připadlo vévodství Milánsku.    |
|                                                      | 1591                                          | Knížectví Bozzolo                                                                     | Gonzagové | Pirro II. Gonzaga, pán z Bozzolo | 1703                           | 1668                                                                                               | - Sňatkem dcery druhého knížete připadlo Bozzolo r. 1703 guastallské linii Gonzagů a stalo se součástí Guastallského vévodství - Od roku 1593 taktéž říšský hrabě z Pomponesco - Od 7. května 1637 s formálním (prázdným) titulem "kníže ze Sabbionety" a predikátem Caritas Tua, od 28. července 1642 též s predikátem Illustrissimus a od 2. ledna 1644 s právem vítat císaře s nepokrytou hlavou                                                                                  |
|                                                      | 1594 (7. února)                               | Knížectví Piombino                                                                    | - Appiani - Rakouští Habsburkové (1603-11, z titulu císaře a dočasného správce) - Španělští Habsburkové (1628-34) - Ludovisi - Boncompagni-Ludovisi                                                                            | - 7. února 1594 - Jaccoppo Appiani di Piombino - Pro veškeré potomky | 1797                           | - 1603 (Appiani d. P. po meči) - 1628 (Appiani di P. po přeslici) - 1733 (Ludovisi) - Ž (Bonc.-L.) | - Spolu s povýšením sousedního panství Populonia na markrabství (markýz) - V případě Appianiů titul vyhasl v mužské linii již s prvním knížetem |
|                                                      | 1596                                          | Knížectví Mirandola (od 16. února 1617 vévodství)                                     | Pico della Mirandola | - 1596 - Federico II. Pico della Mirandola, hrabě z Mirandoly a Concordie (1. kníže) - 16. února 1617 - Alessandro I. Pico della Mirandola, kníže z Mirandoly a markýz z Concordie (1. vévoda) - Pro veškeré potomky (1596 i 1617) | 1708                           | 1708                                                                                               | - Titul z r. 1596 udělen spolu s povýšením sousedního hrabství Concordia na markrabství (markýz) - Po vymření vládnoucího rodu Pico přešlo vévodství i titul na rod Este, resp. na vládce Modenského vévodství, od nich poté na Habsburk-Lotrinky. Posledním panujícím vévodou z Mirandoly byl do r. 1859 arcivévoda František Modenský. Vévodství jako samostatná správní jednotka však zaniklo hned r. 1708. - S predikátem Illustrissimus uděleným při povýšení na vévodu r. 1617 |
|                                                      | 1612 (23. října)                              | Knížectví Castiglione                                                                 | Gonzagové | - 6. května 1432 - Giovanni Francesco Gonzaga (1. kníže Gonzaga) - kníže Ferrante Gonzaga, markýz z Castiglione (1. kníže z Castiglione) - Pro veškeré potomky |                                | | |
|                                                      | 1616 (13. února)                              | Knížectví Correggio                                                                   | Páni z Correggio | hrabě Siro di Correggio | 1634                           | Ž                                                                                                  | Knížectví je císařskou komorou pro dluhy zkonfiskováno a roku 1635 přičleněno k Modenskému vévodství |
|                                                      | 1621 (2. července)                            | Vévodství Guastalla                                                                   | Gonzagové-Guastalla Gonzagové de Nevers | Ferdinando II. | 1746                           | 1746                                                                                               | Roku 1746, po vymření vládnoucího rodu, připadlo vévodství habsburské monarchii a tvořilo jeden celek s Milánským vévodstvím |
|                                                      | 1622 (17. září)                               | Knížectví Misocco                                                                     | Trivulziové | - 17. září 1622 - Theodore Trivulzio, pán na Misocco a Misolcio - Primogenitura | 1767                           | | - Misocco se dnes (2018) nazývá Mesocco a leží ve švýcarském kantonu Graubünden - S predikátem Ilustrissimus ad personam již od 24. ledna 1621 (před udělením knížecího titulu) a se stejným predikátem dědičně a s povýšením vzdáleného milánského panství Retegno na baronii od 2. ledna 1654 - Po smrti knížete Antonia Teodora knížecí titul a vláda přeneseny císařským privilegiem z 24. dubna 1679 na bratrance Antonia Cajetana.                                             |
|                                                      | 1685 (12. května)                             | Knížectví Scavolino                                                                   | rod Bascio, páni z Carpegni | - 12. května 1685 - Ulrico, hrabě z Carpegni | po r. 1819                     | | - Vzniklo povýšením říšského hrabství Carpegna - Knížecí erb nebyl nikdy udělen |
|                                                      | 1696 (8. srpna)                               | Knížectví Vergagni                                                                    | Spinolové | - 8. srpna 1696 - Giovanni Baptista Spinola, markýz z Vergagni - Primogenitura (mužská i ženská) | 1707                           | 1712                                                                                               | Giovanni Spinola, první a poslední kníže z Vergagni, byl odsouzen za velezradu na císaři, tzv. fellonii, a knížectví po jeho zkonfiskování připadlo jako říšské léno Janovské republice |
|                                                      | 1702 (6. října)                               | Knížectví Monte Santa Maria                                                           | Bourboni del Monte Santa maria | - 6. října 1702 - Giovanni Mateo de Bourbon, markýz del Monte Santa Maria - Mužská primogenitura | 1797 (krátce obnoveno 1814-15) | Ž                                                                                                  | - S povýšením markrabství Monte Santa Maria na knížectví - Vládnoucí rod je snad příbuzný s francouzskými Bourbony, příbuzenství ale nelze doložit |
|                                                      | 1709 (4. srpna)                               | Knížectví Soragna                                                                     | Meli-Lupi | - 4. srpna 1709 - Giovanni Paolo Maria di Meli-Lupi, markýz di Soragna - Primogenitura | 1791                           | Ž                                                                                                  | - S povýšením Markrabství Soragna na knížectví - S právem v případě vymření přenést na postranní linii rodu (stalo se po smrti 1. knížete přenesením na bratra Niccola dne 9. května 1731 - 3. knížetem se stal Niccolův mladší syn Diofebo (starší syn Gianbattista podepsal renunciaci). Císařské potvrzení přenesení titulu až pro Gianbattistova syna a 4. knížete Guida dne 6. dubna 1772. - S predikáty Illustrissimus, Carissimus a Consanguine dilecti                       |
|                                                      | 1747                                          | Knížectví San Martino in Rio                                                          | Estenští | - 20. března 1623 - Carlo Filiberto de Este, markýz d'San Martino in Rio - Primogenitura | 1752                           | 1752                                                                                               | - Titul r. 1623 udělen s garancí přenesení na příbuzného Sigismonda d'Este, markýze di Lancea a jeho potomky v případě, že Carlo Filiberto zemře bez potomků - R. 1747 povýšeno markrabství San Martino in Rio na knížectví - Po vymření rodu se knížectví stalo součástí Modenského vévodství |
|                                                      | 1760 (13. května)                             | Knížectví Torriglia                                                                   | Doria-Pamphilli-Landi | - 13. května 1760 - Don Giovanni Andrea (IV.) Doria-Pamphilli-Landi, kníže z Melfi, markýz z Torriglie a San Stephana - Primogenitura (viz pozn.) | 1797                           | Ž                                                                                                  | - Se spojením markrabství (markýz) Torriglia a San Stephano Vallis Avanti v říšské knížectví Torriglia - V případě vymření rodu po meči se San Stephano vrací do majetku říše a Torriglia je opět "degradována" na markrabství s možností dědění v ženské linii, knížecí titul zaniká - S predikáty Illustrissimus a Consanguine dilecti |

### Italská knížecí léna bez knížecího statusu
V Itálii, tak jako v Německu, držela některá říšská knížata bezprostřední léno, které nemělo udělen status knížectví. Šlo zpravidla o markrabství vzniklá v raném novověku.
| Znak říšského léna a erb knížecího rodu | Název říšského bezprostředního léna             | Jméno knížecího rodu či rodů | Datum povýšení do knížecího stavu, jméno prvního knížete a typ udělení titulu                                  | Konec říšské bezprostřednosti | Vymření rodu či vyhasnutí knížecího titulu | poznámka |
| --------------------------------------- | ----------------------------------------------- | ---------------------------- | --- | ----------------------------- | ------------------------------------------ | --- |
|                                         | Markrabství Finale                              | Del Carreto                  | - mezi lety 1564 a 1566 - Alphonso, markýz ze Savony, Clavesany a Finale                                       | 1702                          | 1602                                       | - V době povýšení na knížete bylo markrabství obsazeno Janovem a Francií, říšskou bezprostřednost tohoto říšského léna se podařilo obnovit až španělským vojskům roku 1571. Po častém vojenském obsazování země zemřel první kníže bezdětný ve španělském exilu. - Titul vyhasl již s prvním knížetem - V l. 1602–1702 byli markýzi z Finale španělští králové, poté přešla země, formálně jako říšské léno do rukou Janovské republiky. Ve svazku s ní země zůstala až do zániku říše - Od 4. 5. 1565 s právem sjednotit erb finalských Carretů se znakem Saského vévodství |
|                                         | Markýzství Vescovado                            | Gonzagové                    | - 1. března 1593 (kníže a markýz z Vescovado) - kníže Carlo Gonzaga, pán z Vescovado - Pro veškeré potomky     | 1797                          | Ž                                          | - Již první kníže patřil k potomkům knížete Giovanniho Francesca (knížecí titul získal r. 1432, viz výše) a byl tedy od narození knížetem. Přesto obdržel ještě výslovný titul knížete z Vescovada (dnešní Vescovato), aniž by samo Vescovado bylo povýšeno na knížectví - S predikáty Illustrissimus, Consanguine dilecti a Caritas Tua od 17. května 1743 (diplom 4. srpna 1746) |
|                                         | Markýzství Crevacuore                           | Ferrero di Fieschi           | - 13. srpna 1598 - Francesco Filiberto, markýz z Masserana a Crevacuore, hrabě z Lavagni - Pro veškeré potomky | 1767                          | 1833                                       | - Titul udělen v podobě kníže z Masserana, markýz z Crevacuore - 20. března 1767 bylo markrabství prodáno Savojsku |
|                                         | Markýzství Fosdinovo, Granolo a Licciano Grandi | Malaspina di Fosdinovo       | - 5. května 1693 - Carlo Malaspina, markýz z Fosdinovo - Pro veškeré potomky                                   | 1797                          | Ž                                          | |

V letech 1623–1747 také markrabství San Martino in Rio (viz výše)

## Nepravá říšská knížata
Císař Karel VII. Bavorský, který trůnu dosáhl jen díky finanční a vojenské pomoci Francie, a který vedl proti Marii Terezii válku o dědictví rakouské, přislíbil krátce po své frankfurtské korunovaci (24. ledna 1742) pruskému králi Bedřichu II. Velikému, že veškeré šlechtické tituly, které pruský král již udělil či v době Karlovy císařské vlády ještě udělí svým vlastním poddaným, budou automaticky uznány jako tituly říšské. To se týkalo i titulů knížecích. Od nástupu Františka I. na říšský trůn (13. září 1745) toto již nadále nebylo uznáváno a i říšská platnost titulů vydaných v Prusku před Františkovým nástupem je v následujících letech až do zániku říše sporná.
| Knížecí erb | Datum udělení       | Jméno knížecího rodu a prvního knížete,           | Říšské bezprostřední území | Typ udělení titulu | Říšské stavovství (dosavadní)        | Krajské stavovství (dosavadní) | Vymření rodu či vyhasnutí knížecího titulu | poznámka |
| ----------- | ------------------- | ------------------------------------------------- | -------------------------- | ------------------ | ------------------------------------ | ------------------------------ | ------------------------------------------ | --- |
|             | 1741 (6. listopadu) | - Hatzfeldové - hrabě Franz von Hatzfeld-Gleichen | Hrabství Gleichen          | Primogenitura      | Kolegium Franckých hrabat (Gleichen) | Hornosaský kraj (Gleichen)     | 1794                                       | - S povýšením slezského stavovského panství Trachenberg na knížectví - 25. května 1748 získal kníže dodatečně také říšský knížecí titul |

## Snahy a pokusy o říšskou knížecí hodnost
V historii Svaté říše římské lze najít řadu příkladů, kdy neuspěla snaha o vytvoření nového virilního knížecího hlasu na říšském sněmu nebo kdy naopak vyznamenaný odmítl přijmout knížecí titul. Proces získání říšského stavovství byl náročnou a zdlouhavou procedurou, vyžadující konsensus nebo alespoň většinové rozhodnutí celého říšského sněmu. Partikulární zájmy proto často neuspěly proti tlaku ostatních stavů nebo císaře. Říšské knížecí tituly bývaly odmítány nejčastěji z důvodu finanční náročnosti, jakou představovala povinnost svůj nový titul náležitě reprezentovat. Mnozí proto raději setrvali ve svém dosavadním stavu. Rovněž pokud hrozilo, že rod vymře po meči, výrazně klesala ochota jeho členů přijmout vyšší společenský stav.

## Říšská knížectví vytvořená roku 1803

### Náhradní knížectví
| Znak knížectví | Číslo hlasu | Název knížectví                 | Vznik knížectví   | Dynastie a První kníže | Zánik knížectví | Poznámka |
| -------------- | ----------- | ------------------------------- | ----------------- | --- | --------------- | --- |
|                | 82          | Vévodství Arenberg-Meppen       | 1803 (25. března) | - Arenbergové - vévoda Ludvík Engelbert z Arenbergu                                                                             | 1811            | Náhrada za Arenberské vévodství v kraji Eifel ztracené mírem v Lunéville |
|                | 86 a 110    | Salmské knížectví a kondominium | 1803 (25. března) | - Salm-Salmové - kníže Konstantin Alexandr Salm-Salm, vévoda z Hoogstraeten - Salm-Kyrburgové - kníže Fridrich Ota Salm-Kyrburg | 1811            | - Knížectví nahradilo bývalé okněžněné hrabství Horní Salm odstoupené po míru v Lunéville Francii. Pojily se s ním dva virilní hlasy, z nichž druhý nově patřil Salm-Kyrburgům, takže každý z obou rodů měl nyní plný vlastní a nedělený virilní hlas. - Vytvořeno z části sekularizovaného Münsterského biskupského (Horního) knížectví |
|                | 87          | Panství Neu Ravensburg          | 1803 (25. března) | - Ditrichštejnové - kníže Jan Baptist Karel z Ditrichštejna                                                                     | 1806            | - Neu Ravensburg nahradil Panství Tarasp odstoupené v rámci náhrad r. 1802 Helvétské republice - Stejně jako nad Taraspem byla i nad Neu Ravensburgem ustavena lenní svrchovanost Rakouska |

### Nová knížectví
| Znak knížectví | Číslo hlasu | Název knížectví                     | Vznik knížectví                                            | Dynastie a První kníže                                                                                         | Krajské stavovství                                             | Zánik knížectví | Poznámka |
| -------------- | ----------- | ----------------------------------- | ---------------------------------------------------------- | --- | -------------------------------------------------------------- | --------------- | --- |
|                | 3           | Vévodství Štýrské                   | 1180 (18. září)                                            | - Habsburkové-Lotrinští - císař František II.                                                                  | ne                                                             | 1918            | |
|                | 5           | Salcburské vévodství a kurfiřtství  | 1803 (25. února)                                           | - Habsbursko-Lotrinští - kurfiřt Ferdinand III. Toskánský                                                      | Rakouský kraj (od 25. března 1803, předtím Bavorský kraj)      | 1918            | - Vzniklo ze sekularizovaného arcibiskupského knížectví - Šlo o náhradu za Toskánské velkovévodství, odstoupené dohodami z Campo-Formio a Lunéville Francii. Toskánsko ale nikdy ve své historii nezasedalo na říšském sněmu. - Salcbursko bylo zastoupené zároveň v kurii kurfiřtů i v kurii říšských knížat. |
|                | 6           | Dolnobavorské vévodství             | jako Bavorsko od vzniku říše, vznik hlasu 1803 (25. února) | - Wittelsbachové - kurfiřt Maxmilián IV. Josef                                                                 |                                                                | 1918            | |
|                | 8           | Falcko-Sulzbašské knížectví         | 1660 (12. března)                                          | - Wittelsbachové - kurfiřt Maxmilián IV. Josef                                                                 |                                                                | 1918            | - Císařské dobrozdání (Willenbrief) i souhlas kurfiřtů pro hlas a místo v říšské knížecí radě vydány opakovaně 12. března 1660 a 28. září 1663, pro odpor říšských stavů ale k přijetí tehdejší samostatné linie falcko-sulzbašských Wittelsbachů (oddělila se od linie Falc-Neuburg v osobě falckraběte Christiana Augusta r. 1656, r. 1742 zdědila Falc-Neuburg a kurfiřtský hlas, vyhasla r. 1799) nedošlo. - S predikátem Durchlaucht ad personam pro falckraběte Christiana Augusta od 12. března 1660 a v primogenituře vládců pro celou linii Falc-Sulzbach od 5. února 1707. |
|                | 13          | Míšeňské markrabství                | 965                                                        | - Wettinové - kurfiřt Bedřich August III.                                                                      |                                                                | 1918            | |
|                | 14          | Vévodství Berg                      | 1380 (24. května)                                          | - Wittelsbachové - kurfiřt Maxmilián Josef Bavorský - Muratové - Joachim Murat                                 |                                                                | 1918            | |
|                | 15          | Würzburské knížectví                | 1803 (25. února)                                           | - Wittelsbachové - kurfiřt Maxmilián Josef Bavorský                                                            |                                                                | 1806            | Vzniklo ze sekularizovaného Würzburského biskupského knížectví |
|                | 16          | Korutanské vévodství                | 976                                                        | - Habsburkové-Lotrinští - císař František II.                                                                  |                                                                | 1918            | |
|                | 17          | Knížectví Eichstätt                 | 1803 (25. února)                                           | - Habsburkové-Lotrinští - kurfiřt Ferdinand III. Toskánský - Wittelsbachové - král Maxmilián I. Josef Bavorský |                                                                | 1918            | Vzniklo ze sekularizovaného Eichstättského biskupského knížectví |
|                | 19          | Knížectví Bruchsal                  | 1803 (25. února)                                           | - Bádenští - kurfiřt Karel Fridrich Bádenský                                                                   |                                                                | 1918            | Vzniklo z části Špýrského biskupského knížectví ležící na pravém břehu Rýna |
|                | 21          | Knížectví Ettenheim                 | 1803 (25. února)                                           | - Bádenští - kurfiřt Karel Fridrich Bádenský                                                                   |                                                                | 1918            | Vzniklo z části Štrasburského biskupského knížectví ležící na pravém břehu Rýna |
|                | 23          | Kostnické knížectví                 | 1803 (25. února)                                           | - Bádenští - kurfiřt Karel Fridrich Bádenský                                                                   |                                                                | 1918            | Vzniklo ze sekularizovaného Kostnického biskupského knížectví |
|                | 25          | Augsburské knížectví                | 1803 (25. února)                                           | - Wittelsbachové - kurfiřt Maxmilián Josef bavorský                                                            |                                                                | 1918            | Vzniklo ze sekularizovaného Augsburského knížecího biskupství |
|                | 27          | Hildesheimské knížectví             | 1803 (25. února)                                           | - Hohenzollernové (pruská královská linie) - král Bedřich Vilém III. Pruský                                    |                                                                | 1918            | Vzniklo ze sekularizovaného Hildesheimského knížecího biskupství |
|                | 29          | Paderbornské knížectví              | 1803 (25. února)                                           | - Hohenzollernové (pruská královská linie) - král Bedřich Vilém III. Pruský                                    |                                                                | 1918            | Vzniklo ze sekularizovaného Paderbornského biskupského knížectví |
|                | 31          | Knížectví Freising                  | 1803 (25. února)                                           | - Wittelsbachové - kurfiřt Maxmilián IV. Josef Bavorský                                                        |                                                                | 1918            | Vzniklo ze sekularizovaného Freisinského biskupského knížectví |
|                | 33          | Durynské lankrabství                | 1131                                                       | - Wettinové - kurfiřt Fridrich August III. Saský                                                               | ne                                                             | 1918            | Územně se krylo se saským administrativním Durynským krajem (Thüringischer Kreis) |
|                | 35          | Pasovské knížectví                  | 1803 (25. února)                                           | - Wittelsbachové - kurfiřt Maxmilián Josef Bavorský                                                            |                                                                | 1918            | Vzniklo ze sekularizovaného Pasovského biskupského knížectví |
|                | 37          | Tridentské knížectví                | 1803 (25. února)                                           | - Habsburkové-Lotrinští - císař františek II.                                                                  |                                                                | 1918            | Vzniklo ze sekularizovaného Tridentského biskupského knížectví |
|                | 39          | Brixenské knížectví                 | 1803 (25. února)                                           | - Habsburkové-Lotrinští - císař františek II.                                                                  |                                                                | 1918            | Vzniklo ze sekularizovaného Brixenského biskupského knížectví |
|                | 41          | Basilejský kníže (personalista)     | 1803 (25. února)                                           | - Habsburkové-Lotrinští - císař františek II.                                                                  | ne                                                             | 1806            | |
|                | 43          | Vévodství Teck                      | 1187 (1. zmínka)                                           | - Württemberští - kurfiřt Fridrich II.                                                                         |                                                                | 1918            | |
|                | 45          | Knížectví Osnabrück                 | 1803 (25. února)                                           | - Hohenzollernové (pruská královská linie) - král Bedřich Vilém III. Pruský                                    |                                                                | 1918            | Vytvořeno ze sekularizovaného Osnabrückého biskupského knížectví |
|                | 47          | Münsterské knížectví                | 1803 (25. února)                                           | - Hohenzollernové (pruská královská linie) - král Bedřich Vilém III. Pruský                                    |                                                                | 1918            | Vytvořeno z části sekularizovaného Münsterského biskupského (Horního) knížectví |
|                | 49          | Lübecké knížectví                   | 1803 (25. února)                                           | - Holštýnsko-Gottorpští - vévoda Petr I. Oldenburský                                                           | Dolnosaský kraj (1512–1806)                                    | 1918            | Vytvořeno ze sekularizovaného Lübeckého biskupského knížectví |
|                | 51          | Hanavské knížectví                  | 1803 (25. února)                                           | - Hesensko-Kasselští - kurfiřt Vilém I. Hesensko-Kasselský                                                     |                                                                | 1918            | Vytvořeno povýšením Hanavsko-münzenberského hrabství |
|                | 53 a 69     | Nasavsko-oranžsko-fuldské knížectví | 1803 (25. února)                                           | - Nasavsko-Oranžští - kníže Vilém V. Nasavsko-Oranžský, princ oranžský                                         |                                                                | 1807            | - Knížectví vzniklo ze sekularizovaného biskupského knížectví Fulda, biskupského knížectví Corvey, z části říšského opatství Weingarten včetně voralberských panství Blumenegg a St. Gerold a také z bývalého říšského města Dortmundu - První z obou virilních hlasů na sněmu odpovídal Fuldě, druhý Corvey |
|                | 55          | Kemptenské knížectví                | 1803 (25. února)                                           | - Wittelsbachové - kurfiřt Maxmilián Josef Bavorský                                                            |                                                                | 1918            | Knížectví vzniklo ze sekularizovaného opatství v Kemptenu a jeho duchovního knížectví |
|                | 57          | Ellwangenské knížectví              | 1803 (25. února)                                           | Württembergové - kurfiřt Fridrich I. Württemberský                                                             |                                                                | 1918            | Vzniklo ze sekularizovaného léna Ellwangenského okněžněného proboštství |
|                | 61          | Berchtesgadenské knížectví          | 1803 (25. února)                                           | - Wittelsbachové - kurfiřt Maxmilián Josef Bavorský                                                            |                                                                | 1918            | Vzniklo ze sekularizovaného Berchtesgadenského proboštského knížectví |
|                | 63          | Vestfálské vévodství                | 1180                                                       | - Hohenzollernové (pruská královská linie) - král Bedřich Vilém III. Pruský                                    | ne                                                             | 1918            | Vévodství bylo v l. 1180–1803 v rukou kolínských kurfiřtů a arcibiskupů |
|                | 65          | Holštýnsko-plönské vévodství        | 1633                                                       | - Oldenburgové - král Kristián VII. Dánský                                                                     |                                                                | 1806            | |
|                | 67          | Vévodství Breisgau                  | 1803 (25. února)                                           | - Estenští - vévoda Ercole III. d'Este - Habsburk-Lotrinští - arcivévoda Ferdinand Karel                       | ne                                                             | 1805            | Vzniklo povýšením Lankrabství Breisgau v Předních Rakousích, císař František II. toto habsburské panství postoupil sesazeným modenským Estencům |
|                | 71          | Okněžněné purkrabství Míšeň         | 1548 (24. května)                                          | - Wettinové - kurfiřt Bedřich August III. Saský                                                                |                                                                | 1918            | |
|                | 79          | Okněžněné hrabství Tyrolské         | 1477 (8. prosince)                                         | - Habsburk-Lotrinští - císař František II.                                                                     | Rakouský kraj                                                  | 1918            | |
|                | 80          | Falckrabství Tübingen               | 1803 (25. února)                                           | - Würtemberkové - kurfiřt Fridrich I. Würtemberský                                                             |                                                                | 1918            | |
|                | 81          | Knížectví Querfurt                  | 1663 (20. září)                                            | - Wettinové - kurfiřt Bedřich August III. Saský                                                                | Hornosaský kraj (1663–1806)                                    | 1815            | - V letech 1652–1746 náležel Querfurt jako říšsky bezprostřední panství/knížectví rodu Sachsen-Weißenfels (viz též Barby a Mühlingen) - Kurfiřt Jan Jiří I. udělil mladšímu synovi Augustovi, tehdy poslednímu evangelickému administrátorovi magdeburského arcibiskupství a posléze prvnímu vévodovi sasko-weißenfelskému (od 22. dubna 1657) říšské panství Querfurt a později také drobné části jižního Magdeburska, kterých se ve prospěch Saska zřeklo z magdeburského dědictví Braniborsko (Jüterbog, Dahme, Burg). - Querfurt a magdeburské enklávy povýšil císař Leopold I. na říšské knížectví. Kromě krajského stavovství povolil spolu s kurfiřty i virilní hlas na říšském sněmu, což ale tehdy neschválily říšské stavy. Došlo k němu až r. 1803. - S titulem "okněžněný hrabě z Hennebergu, hrabě z Barby" pro celý rod Sasko-Weißenfelských od 16. října 1693 - S predikátem Durchlaucht v primogeniturní linii vládců od 17. října 1692 |
|                | 84          | Knížectví Fritzlar                  | 1803 (25. února)                                           | - Hesenští (kasselská linie) - kurfiřt Vilém IX.                                                               |                                                                | 1807/1866       | Knížectví vzniklo z bývalých mohučských exkláv v hesensku-Kasselsku |
|                | 89          | Hrabství Zwiefalten                 | 1803 (25. února)                                           | - Würtemberkové - kurfiřt Fridrich I. Würtemberský                                                             |                                                                | 1918            | |
|                | 92          | Knížectví Starkenburg               | 1803 (25. února)                                           | - Hesenští (darmstadtská linie) - lankrabě Ludvík X.                                                           |                                                                | 1918            | Knížectví bylo zřízeno zčásti z dosavadních držav Hesenska-Darmstadtska a zčásti z území získaných sekularizací Mohuče |
|                | 96          | Brunšvicko-göttingenské knížectví   | 1345                                                       | - Hannoverská dynastie - kurfiřt Jiří III., král Velké Británie                                                | ne                                                             | 1803/1866       | |
|                | 97          | Knížectví Mindelheim                | 1705 (18. listopadu)                                       | - Wittelsbachové - kurfiřt Maxmilián Josef Bavorský                                                            | Švábský kraj                                                   | 1918            | |
|                | 101         | Vévodství Ortenau                   | 1803 (25. února)                                           | - Estenští - vévoda Ercole III. d'Este - Habsburk-Lotrinští - arcivévoda Ferdinand Karel                       | ne                                                             | 1805            | Vzniklo povýšením Panství Ortenau v Předních Rakousích, císař František II. toto habsburské panství postoupil sesazeným modenským Estencům |
|                | 103         | Knížectví Eichsfeld                 | cca 1294                                                   | - Hohenzollernové (pruská královská linie) - král Bedřich Vilém III.                                           | ne                                                             | 1807            | Před rokem 1802 součást duchovního Mohučského kurfiřtství |
|                | 104         | Blankenburské knížectví             | 1707 (1. listopadu)                                        | - Este-Welfové - kníže Karel Vilém Brunšvický, vévoda brunšvicko-lüneburský                                    | Dolnosaský kraj (1512–1806)                                    | 1807/1918       | |
|                | 105         | Meklenbursko-Stargardské vévodství  | 1352 (25. listopadu)                                       | - Niklotovci (meklenbursko-střelická linie) – vévoda Karel II. Meklenbursko-Střelický                          |                                                                | 1918            | Vzniklo bratrským rozdělením Meklenburského vévodství, tvořilo jej historické Stargardské panství, zakoupené od Braniborska již r. 1292. Po vymření stargardské linie rodu znovu uděleno r. 1701 vedlejší větvi Mecklenburg-Strelitz. |
|                | 106         | Erfurtské knížectví                 | 1803 (25. února)                                           | - Hohenzollernové (pruská královská linie) - král Bedřich Vilém III. Pruský                                    | ne                                                             | 1807            | |
|                | 111         | Lankrabství Baar a Stühlingen       | 1803 (25. února)                                           | - Fürstenbergové - kníže Karel Egon II.                                                                        | Švábský kraj (1500–1806 – hrabata)                             | 1806            | |
|                | 112         | Okněžněné lankrabství Klettgau      | 1689 (20. června)                                          | - Schwarzenbergové - kníže Jan Josef II. ze Schwarzenbergu, vévoda krumlovský                                  | Švábský kraj (1500–1689 – hrabata a páni; 1689–1806 – knížata) | 1806            | |
|                | 113         | Knížectví Buchau                    | 1803 (25. února)                                           | - Thurn-Taxisové - kníže Karel Anselm                                                                          | Švábský kraj (1500–1803 – duchovní knížata)                    | 1806            | Vzniklo ze sekularizovaného okněžněného opatství Buchau, jeho krajské stavovství bylo sekularizací anulováno. |

### Knížectví a knížecí léna bez virilního hlasu
Říšská léna ovládaná knížecími rodinami jsou uvedena pouze v tom v případě, pokud v nich vládla samostatná rodová knížecí linie, která (v dané době) nevlastnila říšské knížectví. Knížecí dynastie totiž vládly v průběhu staletí v nepřeberném množství drobných i větších hrabství, panství, lén apod., která přidružily ke svým knížectvím.
| Znak knížectví či léna | Název knížectví či léna                 | Datum povýšení na knížectví | Jméno dynastie/í (v závorce datum vymření) | První kníže/ata | Říšské stavovství                                                      | Krajské stavovství                      | Datum zániku knížectví | Poznámka |
| ---------------------- | --------------------------------------- | --------------------------- | --- | --- | ---------------------------------------------------------------------- | --------------------------------------- | ---------------------- | --- |
|                        | Knížectví Pfalzburg a Lixheim           | 1629 (12. listopadu)        | 1. Guise (1631/43) 2. Guasco (1649) 3. Grimaldi | 1. Louis de Guise, hrabě du Boulay a de Bitche 2. Don Carlos de Guasco 3. markýz Francesco Grimaldi                             | ne                                                                     | ne                                      | 1702                   | |
|                        | Sasko-jenské vévodství                  | 1672                        | - Wettinové (Sasko-jenská linie) (1690) | vévoda Bernhard | ne                                                                     |                                         | 1690                   | Jedno z tzv. Ernestinských vévodství. Vydělilo se ze Sasko-výmarského vévodství a po vymření jenské linie rodu se se Sasko-Výmarskem opět sjednotilo. |
|                        | Sasko-hildburghausenské vévodství       | 1680/1702                   | - Wettinové (Sasko-hildburghausenská linie) (1991) | vévoda Arnošt | vévodství ne, ovšem vévodové občas drželi hlas za Henneberg (viz výše) |                                         | 1826/1918              | Jedno z tzv. Ernestinských vévodství. Vydělilo se ze Sasko-Gothajského vévodství, ale teprve v r. 1702 získalo plnou nezávislost a říšskou bezprostřednost. Roku 1826 získali vévodové výměnou Sasko-Altenbursko, kde vládli až do r. 1918. Sasko-Hildburghausensko se stalo součástí Sasko-Meinigenska a v reálné unii s ním přežilo jako vévodství do r. 1918. |
|                        | Knížectví Moers                         | 1707 (16. dubna)            | - Hohenzollernové (pruská královská linie) (Ž) | král Fridrich I. Pruský | ne                                                                     | Dolnorýnsko-vestfálský kraj             | 1801                   | Knížectví vzniklo povýšením z říšského hrabství, které Hohenzollernové zdědili po vymřelých Oranžských |
|                        | Oldenburské vévodství                   | 1774 (29. prosince)         | Oldenburkové (linie evangelických lübeckých biskupů Holstein-Gottorp) | Friedrich August, dědičný kníže-biskup lübecký                                                                                  | Kolegium Dolnorýnsko-vestfálských hrabat                               | Dolnorýnsko-vestfálský kraj             | 1918                   | - Vévodství vzniklo povýšením říšských hrabství Oldenburg a Delmenhorst - V léno bylo vévodství císařem Josefem II. uděleno formálně až roku 1777. |
|                        | Hrabství Barby a Mühlingen              | nepovýšeno                  | 1. Albertinští Wettinové (linie Sasko-Weißenfels) (1659–1680; 1739–1746) 2. Albertinští Wettinové (linie Sasko-Weißenfels-Barby) (1680–1739) 3. Albertinští Wettinové (kurfiřtská linie) (1746–1815) | 1. vévoda August Sasko-Weißenfelský 2. vévoda Jindřich Sasko-Weißenfelsko-Barbyjský 3. kurfiřt Fridrich August II., král polský | ne                                                                     | Hornosaský kraj (1512–1806)             | 1815                   | - Obě hrabství, dědictví po vymřelých místních hrabatech, předal kurfiřt Jan Jiří II. bratrovi Augustovi, který 22. dubna 1657 založil vlastní rodovou linii, trvající až do vymření v roce 1746. - V majetku Sasko-Weißenfelských (pod svrchovaností saských kurfiřtů) leželo od r. 1657 titulární vévodství S.-W. sestávající z většiny saského Durynského kraje s rezidencí ve Weißenfelsu, (samostatný okres, resp. Amt), dále z okresů (Ämter) Freyburg, Sachsenburg, Sangerhausen, Eckartsberga Weißensee a Langensalza a některých dalších drobných držat (např. pozemků bývalého kláštera v Kölledě), od r. 1652 držel August též panství Querfurt (viz výše). - V letech 1680–1739 vládla v hrabství samostatná vévodská vedlejší linie, znovu získal hrabství až v Querfurtu vládnoucí vévoda Jan Adolf II. po vymření této sekundogenitury, byl ale posledním s.-w. vévodou a po jeho smrti získali hrabství s celým dalším majetkem opět kurfiřtové. - S titulem "okněžněný hrabě z Hennebergu, hrabě z Barby" pro celý rod Sasko-Weißenfelských od 16. října 1693 |
|                        | Hrabství Holzappel a panství Schaumburg | nepovýšeno                  | Anhaltští Askánci (linie Anhalt-Bernburg-Schaumburg-Hoym) (1812) | kníže Leberecht von Anhalt-Bernburg-Schaumburg-Hoym                                                                             | Kolegium Dolnorýnsko-vestfálských hrabat (1718–1806)                   | Dolnorýnsko-vestfálský kraj (1718–1806) | 1806                   | |

## Neříšská knížectví ve Svaté říši římské
V hranicích Svaté říše římské se nacházela také knížectví, která nevznikla jako knížectví říšská a neměla práva říšských knížectví, přesto ovšem byla součástí říše. Okolnosti jejich vzniku se různily.